# Liste wichtiger Wahltermine und Wahlperioden in Deutschland
Diese Liste enthält alle Wahltermine der Wahlen zum Europäischen Parlament, zum Deutschen Bundestag, zu allen Landtagswahlen und Kommunalwahlen in der Bundesrepublik Deutschland seit 1945 sowie die voraussichtlichen Zeitpunkte der nächsten Wahlen.
Ergänzt wird die Liste durch Informationen über die jeweilige Wahlperiode (kurz: WP), die erste Sitzung und die letzte Sitzung eines Parlaments oder sonstigen Gremiums, die Anzahl der Sitzungen sowie die Anzahl der Abgeordneten (Mandate) pro Wahlperiode.

## Allgemeines

### Legislaturperiode versus Wahlperiode
Im Vergleich zum Begriff der Legislaturperiode ist der Begriff der Wahlperiode weiter. Während die Legislaturperiode die Wirkungszeit eines Parlaments bezeichnet, umfasst der Begriff der Wahlperiode auch die Zeiten der Tätigkeit anderer Vertretungen oder Gremien wie z. B. eines Gemeinderats oder eines Betriebsrats.

### Wahltermin versus Wahlperiode
Vom Wahltermin streng zu unterscheiden ist der Zeitpunkt des Beginns einer Wahl- bzw. Legislaturperiode. Die Legislaturperiode ist der Zeitraum, in dem ein gewähltes Parlament Gesetze (lat. „lex“, Mehrzahl „leges“) erlässt. In aller Regel beginnt die Wahlperiode erst im Anschluss an eine Wahl, nicht schon am Wahltag selbst, und zwar mit dem Tag der ersten, sog. konstituierenden Sitzung. Sie endet meistens mit dem Zusammentritt eines neuen Parlaments oder Gremiums. Je nach Land oder Gremium gelten aber Besonderheiten.

### Praktische Bedeutung der Wahlperiode
Über die vor allem parlamentarische Dokumentation hinaus hat die Wahlperiode praktische Bedeutung zum Beispiel für das Inkrafttreten einiger Rechtsvorschriften. Dies kann in Abhängigkeit vom Beginn einer Wahlperiode geregelt sein.
So lautet beispielsweise Artikel 7 des Gesetzes zur Änderung des Niedersächsischen Landeswahlgesetzes, des Niedersächsischen Abgeordnetengesetzes und des Ministergesetzes vom 16. Dezember 2004 (Nds. GVBl. S. 626) wie folgt:
In-Kraft-Treten
(1) Artikel 1 tritt am Tag nach seiner Verkündung in Kraft.
(2) Die Artikel 2, 4, 5 und 6 treten am 1. Januar 2005 in Kraft.
(3) Artikel 3 tritt mit Beginn der 16. Wahlperiode in Kraft.
Die Artikel 2 und 3 dieses Mantel-/Artikelgesetzes ändern jeweils das Nds. Abgeordnetengesetz: Artikel 2 zum 1. Januar 2005, Artikel 3 hingegen erst zum Beginn der 16. Wahlperiode des Nds. Landtags, also zum 26. Februar 2008.

## Europäische Union
Aufgeführt werden die Termine der Europawahl, soweit die deutschen Europaabgeordneten nach dem Europawahlgesetz gewählt werden.
| #   | Wahltag/-termin der Europawahlen | Wahlperiode | erste Sitzung (konst. Sitzung) | letzte Sitzung | ordentl. Dauer der WP | Anzahl Sitzungen | Mandate    |
| --- | -------------------------------- | ----------- | ------------------------------ | -------------- | --------------------- | ---------------- | ---------- |
| 1.  | 10. Juni 1979                    | 1979–1984   | 17. Juli 1979                  |                | 5 Jahre               |                  | 81 von 410 |
| 2.  | 17. Juni 1984                    | 1984–1989   | 24. Juli 1984                  | 81 von 434     | 5 Jahre               |                  |            |
| 3.  | 18. Juni 1989                    | 1989–1994   | 25. Juli 1989                  | 80 von 518     | 5 Jahre               |                  |            |
| 4.  | 12. Juni 1994                    | 1994–1999   | 19. Juli 1994                  | 99 von 567     | 5 Jahre               |                  |            |
| 5.  | 13. Juni 1999                    | 1999–2004   | 20. Juli 1999                  | 5. Mai 2004    | 5 Jahre               | 99 von 626       |            |
| 6.  | 13. Juni 2004                    | 2004–2009   | 20. Juli 2004                  | 7. Mai 2009    | 5 Jahre               | 99 von 788       |            |
| 7.  | 7. Juni 2009                     | 2009–2014   | 14. Juli 2009                  | 17. Apr. 2014  | 5 Jahre               | 99 von 736       |            |
| 8.  | 25. Mai 2014                     | 2014–2019   | 1. Juli 2014                   | 18. Apr. 2019  | 5 Jahre               | 96 von 751       |            |
| 9.  | 26. Mai 2019                     | 2019–2024   | 2. Juli 2019                   | 25. Apr. 2024  | 5 Jahre               | 96 von 705       |            |
| 10. | 9. Juni 2024                     | 2024–2029   | 16. Juli 2024                  |                | 5 Jahre               | 96 von 720       |            |

## Bundesrepublik Deutschland
Seit 1976 beginnt die Wahlperiode des Bundestages mit dem erstmaligen, nämlich konstituierenden Zusammentritt des neu gewählten Parlaments. Einberufen wird der neue Bundestag durch den bisherigen Bundestagspräsidenten. Die Wahlperiode endet gemäß Art. 39 Abs. 1 Satz 2 GG mit dem erstmaligen Zusammentritt des nächsten Bundestages. Es gibt also keine sog. parlamentslose Zeit.
| #   | Wahltag/-termin der Bundestagswahlen | Wahlperiode                                 | erste Sitzung (konst. Sitzung) | letzte Sitzung | ordentl. Dauer der WP | Anzahl Sitzungen | Mandate          |
| --- | ------------------------------------ | ------------------------------------------- | ------------------------------ | -------------- | --------------------- | ---------------- | ---------------- |
| 1.  | 14. Aug. 1949                        | 07. Sept. 1949 – 7. Sept. 1953              | 7. Sep. 1949                   | 29. Juli 1953  | 4 Jahre               | 282              | 421              |
| 2.  | 6. Sep. 1953                         | 06. Okt. 1953 – 6. Okt. 1957                | 6. Okt. 1953                   | 29. Aug. 1957  | 4 Jahre               | 227              | 509              |
| 3.  | 15. Sep. 1957                        | 15. Okt. 1957 – 15. Okt. 1961               | 15. Okt. 1957                  | 22. Aug. 1961  | 4 Jahre               | 168              | 518              |
| 4.  | 17. Sep. 1961                        | 17. Okt. 1961 – 17. Okt. 1965               | 17. Okt. 1961                  | 23. Juli 1965  | 4 Jahre               | 198              | 521              |
| 5.  | 19. Sep. 1965                        | 19. Okt. 1965 – 19. Okt. 1969               | 19. Okt. 1965                  | 3. Juli 1969   | 4 Jahre               | 247              | 518              |
| 6.  | 28. Sep. 1969                        | 20. Okt. 1969 – 22. September 1972          | 20. Okt. 1969                  | 22. Sep. 1972  | 4 Jahre               | 199              | 518              |
| 7.  | 19. Nov. 1972 (vN)                   | 13. Dez. 1972 – 13. Dez. 1976               | 13. Dez. 1972                  | 8. Dez. 1976   | 4 Jahre               | 259              | 518              |
| 8.  | 3. Okt. 1976                         | 14. Dez. 1976 (PDF; 440 kB) – 4. Nov. 1980  | 14. Dez. 1976                  | 4. Juli 1980   | 4 Jahre               | 230              | 518              |
| 9.  | 5. Okt. 1980                         | 04. Nov. 1980 (PDF; 504 kB) – 29. März 1983 | 4. Nov. 1980                   | 20. Jan. 1983  | 4 Jahre               | 142              | 519              |
| 10. | 6. März 1983 (vN)                    | 29. März 1983 (PDF; 766 kB) – 18. Feb. 1987 | 29. März 1983                  | 11. Dez. 1986  | 4 Jahre               | 256              | 519              |
| 11. | 25. Jan. 1987                        | 18. Feb. 1987 (PDF; 1,0 MB) – 20. Dez. 1990 | 18. Feb. 1987                  | 22. Nov. 1990  | 4 Jahre               | 236              | 517, am Ende 663 |
| 12. | 2. Dez. 1990                         | 20. Dez. 1990 (PDF; 610 kB) – 10. Nov. 1994 | 20. Dez. 1990                  | 21. Sep. 1994  | 4 Jahre               | 243              | 662              |
| 13. | 16. Okt. 1994                        | 10. Nov. 1994 (PDF; 749 kB) – 26. Okt. 1998 | 10. Nov. 1994                  | 16. Okt. 1998  | 4 Jahre               | 248              | 672              |
| 14. | 27. Sep. 1998                        | 26. Okt. 1998 (PDF; 612 kB) – 17. Okt. 2002 | 26. Okt. 1998                  | 13. Sep. 2002  | 4 Jahre               | 253              | 669, am Ende 665 |
| 15. | 22. Sep. 2002                        | 17. Okt. 2002 (PDF; 287 kB) – 18. Okt. 2005 | 17. Okt. 2002                  | 28. Sep. 2005  | 4 Jahre               | 187              | 603, am Ende 601 |
| 16. | 18. Sep. 2005 (vN)                   | 18. Okt. 2005 (PDF; 1,1 MB) – 27. Okt. 2009 | 18. Okt. 2005                  | 8. Sep. 2009   | 4 Jahre               | 233              | 614, am Ende 611 |
| 17. | 27. Sep. 2009                        | 27. Okt. 2009 (PDF; 466 kB) – 22. Okt. 2013 | 27. Okt. 2009                  | 3. Sep. 2013   | 4 Jahre               | 253              | 622, am Ende 620 |
| 18. | 22. Sep. 2013                        | 22. Okt. 2013 (PDF; 915 kB) – 24. Okt. 2017 | 22. Okt. 2013                  | 5. Sep. 2017   | 4 Jahre               | 245              | 631              |
| 19. | 24. Sep. 2017                        | 24. Okt. 2017 (PDF; 556 kB) – 26. Okt. 2021 | 24. Okt. 2017                  | 7. Sep. 2021   | 4 Jahre               | 239              | 709              |
| 20. | 26. Sep. 2021                        | 26. Okt. 2021 (PDF; 374 kB) – 25. März 2025 | 26. Okt. 2021                  | 18. März 2025  | 4 Jahre               | 214              | 736, am Ende 733 |
| 21. | 23. Feb. 2025 (vN)                   | 25. März 2025 (PDF; 553 kB) – 2029          | 25. März 2025                  |                | 4 Jahre               |                  | 630              |

(vN) = vorgezogene Neuwahl

## Deutsche Demokratische Republik
Die Wahlen der Volkskammer waren bis einschließlich 1989 keine demokratischen Wahlen.
| #   | Wahltag/-termin | Wahlperiode | erste Sitzung (konst. Sitzung) | letzte Sitzung         | ordentl. Dauer der WP | Anzahl Sitzungen | Mandate |
| --- | --------------- | ----------- | ------------------------------ | ---------------------- | --------------------- | ---------------- | ------- |
| I.  | 18. März 1948   | 1948–1949   |                                |                        | –                     |                  | 300     |
| II. | 30. Mai 1949    | 1949–1950   | 7. Okt. 1949                   | 330 (Mai) / 300 (Okt.) | –                     |                  |         |

| #   | Wahltag/-termin    | Wahlperiode | erste Sitzung (konst. Sitzung) | letzte Sitzung | ordentl. Dauer der WP | Anzahl Sitzungen | Mandate |
| --- | ------------------ | ----------- | ------------------------------ | -------------- | --------------------- | ---------------- | ------- |
| 1.  | 15. Okt. 1950      | 1950–1954   |                                |                | 4 Jahre               |                  | 466     |
| 2.  | 17. Okt. 1954      | 1954–1958   | 466                            |                | 4 Jahre               |                  |         |
| 3.  | 16. Nov. 1958      | 1958–1963   | 466                            |                | 4 Jahre               |                  |         |
| 4.  | 20. Okt. 1963      | 1963–1967   | 500                            |                | 4 Jahre               |                  |         |
| 5.  | 2. Juli 1967       | 1967–1971   | 500                            |                | 4 Jahre               |                  |         |
| 6.  | 14. Nov. 1971      | 1971–1976   | 5 Jahre                        | 500            |                       |                  |         |
| 7.  | 17. Okt. 1976      | 1976–1981   | 5 Jahre                        | 500            |                       |                  |         |
| 8.  | 14. Juni 1981      | 1981–1986   | 5 Jahre                        | 500            |                       |                  |         |
| 9.  | 8. Juni 1986       | 1986–1990   | 5 Jahre                        | 500            |                       |                  |         |
| 10. | 18. März 1990 (vN) | 1990 (vb)   | 4 Jahre                        | 400            |                       |                  |         |

(vN) = vorgezogene Neuwahl | (vb) = vorzeitig beendet mit Ablauf des 2. Oktober 1990 durch Beitritt zur Bundesrepublik Deutschland

## Bundesländer

### Baden-Württemberg
| # | Einberufung                            | Einberufungsperiode | erste Sitzung (konst. Sitzung) | letzte Sitzung | ordentl. Dauer der WP | Anzahl Sitzungen | Mandate |
| - | -------------------------------------- | ------------------- | ------------------------------ | -------------- | --------------------- | ---------------- | ------- |
|   | durch Militär-Reg. (21. Dezember 1945) | Jan. – Juni 1946    | 16. Jan. 1946                  | 19. Juni 1946  | –                     | 10               | 124     |

| # | Wahltag/-termin | Wahlperiode      | erste Sitzung (konst. Sitzung) | letzte Sitzung | ordentl. Dauer der WP | Anzahl Sitzungen | Mandate |
| - | --------------- | ---------------- | ------------------------------ | -------------- | --------------------- | ---------------- | ------- |
|   | 30. Juni 1946   | Juli – Nov. 1946 | 15. Juli 1946                  | 14. Nov. 1946  | —                     | 17               | 100     |

| #  | Wahltag/-termin | Wahlperiode | erste Sitzung (konst. Sitzung) | letzte Sitzung | ordentl. Dauer der WP | Anzahl Sitzungen | Mandate |
| -- | --------------- | ----------- | ------------------------------ | -------------- | --------------------- | ---------------- | ------- |
| 1. | 24. Nov. 1946   | 1946–1950   | 10. Dez. 1946                  | 15. Nov. 1950  | 4 Jahre               | 175              | 100     |
| 2. | 19. Nov. 1950   | 1950 – 1952 | 5. Dez. 1950                   | 30. Mai 1952   | 4 Jahre               | 55               | 100     |

| # | Einberufung                          | Wahltag/-termin | Wahlperiode | erste Sitzung (konst. Sitzung) | letzte Sitzung | ordentl. Dauer der WP | Anzahl Sitzungen | Mandate |
| - | ------------------------------------ | --------------- | ----------- | ------------------------------ | -------------- | --------------------- | ---------------- | ------- |
|   | durch Militär-Reg. (8. Oktober 1946) | 17. Nov. 1946   | 1946 – 1947 | 22. Nov. 1946                  | 9. Mai 1947    | —                     | 12               | 68      |

| # | Wahltag/-termin | Wahlperiode | erste Sitzung (konst. Sitzung) | letzte Sitzung | ordentl. Dauer der WP | Anzahl Sitzungen | Mandate |
| - | --------------- | ----------- | ------------------------------ | -------------- | --- | ---------------- | ------- |
|   | 18. Mai 1947    | 1947 – 1952 | 3. Juni 1947                   | 30. Mai 1952   | 4 Jahre (nachträglich verlängert bis zum Zusammentritt des 1. baden-württembergischen Landtags durch Volksabstimmung am 9. Dezember 1951) | 119              | 62      |

| # | Einberufung                          | Wahltag/-termin | Wahlperiode | erste Sitzung (konst. Sitzung) | letzte Sitzung | ordentl. Dauer der WP | Anzahl Sitzungen | Mandate |
| - | ------------------------------------ | --------------- | ----------- | ------------------------------ | -------------- | --------------------- | ---------------- | ------- |
|   | durch Militär-Reg. (8. Oktober 1946) | 17. Nov. 1946   | 1946 – 1947 | 22. Nov. 1946                  | 29. Mai 1947   | –                     | 16               | 61      |

| # | Wahltag/-termin | Wahlperiode | erste Sitzung (konst. Sitzung) | letzte Sitzung | ordentl. Dauer der WP | Anzahl Sitzungen | Mandate |
| - | --------------- | ----------- | ------------------------------ | -------------- | --- | ---------------- | ------- |
|   | 18. Mai 1947    | 1947 – 1952 | 29. Mai 1947                   | 30. Mai 1952   | 4 Jahre (nachträglich verlängert bis zum Zusammentritt des 1. baden-württembergischen Landtags durch Volksabstimmung am 18. November 1951) | 108              | 60      |

| #   | Wahltag/-termin | Wahlperiode                   | erste Sitzung (konst. Sitzung) | letzte Sitzung      | ordentl. Dauer der WP | Anzahl Sitzungen | Mandate |
| --- | --------------- | ----------------------------- | ------------------------------ | ------------------- | --------------------- | ---------------- | ------- |
| 1.  | 9. März 1952    | 25. März 1952 – 31. März 1956 | 25. März 1952                  | 8. Feb. 1956        | 4 Jahre               | 156              | 121     |
| 2.  | 4. März 1956    | 1. April 1956 – 31. März 1960 | 11. Apr. 1956                  | 24. März 1960       | 4 Jahre               | 105              | 120     |
| 3.  | 15. Mai 1960    | 1. Juni 1960 – 31. Mai 1964   | 14. Juni 1960                  | 21. Apr. 1964       | 4 Jahre               | 118              | 121     |
| 4.  | 26. Apr. 1964   | 1. Juni 1964 – 31. Mai 1968   | 10. Juni 1964                  | 29. März 1968       | 4 Jahre               | 125              | 120     |
| 5.  | 28. Apr. 1968   | 1. Juni 1968 – 31. Mai 1972   | 11. Juni 1968                  | 23. März 1972       | 4 Jahre               | 139              | 127     |
| 6.  | 23. Apr. 1972   | 1. Juni 1972 – 31. Mai 1976   | 7. Juni 1972                   | 20. Feb. 1976       | 4 Jahre               | 109              | 120     |
| 7.  | 4. Apr. 1976    | 1. Juni 1976 – 31. Mai 1980   | 2. Juni 1976                   | 22. Apr. 1980       | 4 Jahre               | 96               | 121     |
| 8.  | 16. März 1980   | 1. Juni 1980 – 31. Mai 1984   | 3. Juni 1980                   | 8. Mai 1984         | 4 Jahre               | 84               | 124     |
| 9.  | 25. März 1984   | 1. Juni 1984 – 31. Mai 1988   | 5. Juni 1984                   | 4. Feb. 1988        | 4 Jahre               | 86               | 126     |
| 10. | 20. März 1988   | 1. Juni 1988 – 31. Mai 1992   | 7. Juni 1988                   | 20. Feb. 1992       | 4 Jahre               | 86               | 125     |
| 11. | 5. Apr. 1992    | 1. Juni 1992 – 31. Mai 1996   | 10. Juni 1992                  | 8. Feb. 1996        | 4 Jahre               | 81               | 146     |
| 12. | 24. März 1996   | 1. Juni 1996 – 31. Mai 2001   | 11. Juni 1996 (PDF)            | 21. Feb. 2001 (PDF) | 5 Jahre               | 105              | 155     |
| 13. | 25. März 2001   | 1. Juni 2001 – 31. Mai 2006   | 12. Juni 2001 (PDF)            | 22. Feb. 2006 (PDF) | 5 Jahre               | 109              | 128     |
| 14. | 26. März 2006   | 1. Juni 2006 – 30. April 2011 | 13. Juni 2006 (PDF)            | 13. März 2011 (PDF) | 5 Jahre               | 112              | 139     |
| 15. | 27. März 2011   | 1. Mai 2011 – 30. April 2016  | 11. Mai 2011 (PDF)             | 18. Feb. 2016 (PDF) | 5 Jahre               | 150              | 138     |
| 16. | 13. März 2016   | 1. Mai 2016 – 30. April 2021  | 11. Mai 2016 (PDF)             | 24. März 2021 (PDF) | 5 Jahre               | 146              | 143     |
| 17. | 14. März 2021   | 1. Mai 2021 – 2026            | 11. Mai 2021 (PDF)             | wohl 2026           | 5 Jahre               |                  | 154     |

### Freistaat Bayern
| # | Einberufung             | Einberufungsperiode | erste Sitzung (konst. Sitzung) | letzte Sitzung | ordentl. Dauer der WP | Anzahl Sitzungen | Mandate |
| - | ----------------------- | ------------------- | ------------------------------ | -------------- | --------------------- | ---------------- | ------- |
|   | durch Ministerpräsident | Feb. – Juni 1946    | 26. Feb. 1946                  | 13. Juni 1946  | –                     | 3                | 130     |

| # | Wahltag/-termin | Wahlperiode          | erste Sitzung (konst. Sitzung) | letzte Sitzung | ordentl. Dauer der WP | Anzahl Sitzungen | Mandate |
| - | --------------- | -------------------- | ------------------------------ | -------------- | --------------------- | ---------------- | ------- |
|   | 30. Juni 1946   | Juli – 30. Nov. 1946 | 15. Juli 1946                  | 26. Okt. 1946  | –                     | 10               | 180     |

| #   | Wahltag/-termin | Wahlperiode                             | erste Sitzung (konst. Sitzung) | letzte Sitzung                                                                                           | ordentl. Dauer der WP | Anzahl Sitzungen | Mandate |
| --- | --------------- | --------------------------------------- | ------------------------------ | --- | --------------------- | ---------------- | ------- |
| 1.  | 1. Dez. 1946    | 1. Dezember 1946 – 25. November 1950    | 16. Dezember 1946              | 20. November 1950                                                                                        | 4 Jahre               | 192              | 180     |
| 2.  | 26. Nov. 1950   | 26. November 1950 – 27. November 1954   | 11. Dezember 1950              | 23. November 1954                                                                                        | 4 Jahre               | 227              | 204     |
| 3.  | 28. Nov. 1954   | 28. November 1954 – 22. November 1958   | 13. Dezember 1954              | 12. November 1958                                                                                        | 4 Jahre               | 154              | 204     |
| 4.  | 23. Nov. 1958   | 23. November 1958 – 24. November 1962   | 4. Dezember 1958               | 25. Oktober 1962                                                                                         | 4 Jahre               | 135              | 204     |
| 5.  | 25. Nov. 1962   | 25. November 1962 – 25. November 1966   | 7. Dezember 1962               | 9. November 1966                                                                                         | 4 Jahre               | 112              | 204     |
| 6.  | 20. Nov. 1966   | 26. November 1966 – 21. November 1970   | 2. Dezember 1966               | 1. Oktober 1970                                                                                          | 4 Jahre               | 102              | 204     |
| 7.  | 22. Nov. 1970   | 22. November 1970 – 29. Oktober 1974    | 3. Dezember 1970               | 29. Oktober 1974 (Auflösung nach der Landtagswahl, da sonst zwei Landtage gleichzeitig existiert hätten) | 4 Jahre               | 102              | 204     |
| 8.  | 27. Okt. 1974   | 27. Oktober 1974 – 14. Oktober 1978     | 12. November 1974              | 20. September 1978                                                                                       | 4 Jahre               | 115              | 204     |
| 9.  | 15. Okt. 1978   | 15. Oktober 1978 – 9. Oktober 1982      | 30. Oktober 1978               | 13. September 1982                                                                                       | 4 Jahre               | 134              | 204     |
| 10. | 10. Okt. 1982   | 10. Oktober 1982 – 11. Oktober 1986     | 20. Oktober 1982               | 24. Juli 1986                                                                                            | 4 Jahre               | 116              | 204     |
| 11. | 12. Okt. 1986   | 12. Oktober 1986 – 13. Oktober 1990     | 22. Oktober 1986               | 20. Juli 1990                                                                                            | 4 Jahre               | 141              | 204     |
| 12. | 14. Okt. 1990   | 14. Oktober 1990 – 24. September 1994   | 24. Oktober 1990               | 21. Juli 1994                                                                                            | 4 Jahre               | 137              | 204     |
| 13. | 25. Sep. 1994   | 25. September 1994 – 27. September 1998 | 20. Oktober 1994               | 9. Juli 1998                                                                                             | 4 Jahre               | 112              | 204     |
| 14. | 13. Sep. 1998   | 28. September 1998 – 5. Oktober 2003    | 28. September 1998             | 10. Juli 2003                                                                                            | 5 Jahre               | 122              | 204     |
| 15. | 21. Sep. 2003   | 6. Oktober 2003 – 19. Oktober 2008      | 6. Oktober 2003                | 17. Juli 2008                                                                                            | 5 Jahre               | 130              | 180     |
| 16. | 28. Sep. 2008   | 20. Oktober 2008 – 6. Oktober 2013      | 20. Oktober 2008               | 18. Juli 2013                                                                                            | 5 Jahre               | 133              | 187     |
| 17. | 15. Sep. 2013   | 7. Oktober 2013 – 4. November 2018      | 7. Oktober 2013                | 27. September 2018                                                                                       | 5 Jahre               | 140              | 180     |
| 18. | 14. Okt. 2018   | 5. November 2018 – 29. Oktober 2023     | 5. November 2018               | 20. Juli 2023                                                                                            | 5 Jahre               | 152              | 205     |
| 19. | 8. Okt. 2023    | 30. Oktober 2023 – 2028                 | 30. Oktober 2023               | | 5 Jahre               |                  | 203     |

### Berlin
| #  | Wahltag/-termin   | Wahlperiode                         | erste Sitzung (konst. Sitzung) | letzte Sitzung | ordentl. Dauer der WP | Anzahl Sitzungen | Mandate |
| -- | ----------------- | ----------------------------------- | ------------------------------ | -------------- | --------------------- | ---------------- | ------- |
| 1. | 20. Okt. 1946     | 26. November 1946 – 14. Januar 1949 | 26. Nov. 1946                  | 16. Dez. 1948  |                       | 95               | 130     |
| 2. | 5. Dez. 1948 (WB) | 14. Januar 1949 – 11. Januar 1951   | 14. Jan. 1949                  | 23. Nov. 1950  | 66                    | 98               |         |

(WB) = nur in West-Berlin
| #   | Wahltag/-termin          | Wahlperiode                         | erste Sitzung (konst. Sitzung) | letzte Sitzung | ordentl. Dauer der WP | Anzahl Sitzungen | Mandate |
| --- | ------------------------ | ----------------------------------- | ------------------------------ | -------------- | --------------------- | ---------------- | ------- |
| 1.  | 3. Dez. 1950             | 11. Januar 1951 – 11. Januar 1955   | 11. Jan. 1951                  | 21. Dez. 1954  | 4 Jahre               | 116              | 127     |
| 2.  | 5. Dez. 1954             | 11. Januar 1955 – 11. Januar 1959   | 11. Jan. 1955                  | 21. Nov. 1958  | 4 Jahre               | 96               | 127     |
| 3.  | 7. Dez. 1958             | 12. Januar 1959 – 12. Januar 1963   | 12. Jan. 1959                  | 11. Jan. 1963  | 4 Jahre               | 103              | 133     |
| 4.  | 17. Feb. 1963            | 8. März 1963 – 8. März 1967         | 8. März 1963                   | 2. März 1967   | 4 Jahre               | 92               | 140     |
| 5.  | 12. März 1967            | 6. April 1967 – 6. April 1971       | 6. Apr. 1967                   | 25. Feb. 1971  | 4 Jahre               | 95               | 137     |
| 6.  | 14. März 1971            | 19. April 1971 – 19. April 1975     | 19. Apr. 1971                  | 20. März 1975  | 4 Jahre               | 93               | 138     |
| 7.  | 02.03.1975 u. 25.01.1976 | 24. April 1975 – 24. April 1979     | 24. Apr. 1975                  | 15. März 1979  | 4 Jahre               | 105              | 147     |
| 8.  | 18. März 1979            | 26. April 1979 – 11. Juni 1981 (vW) | 26. Apr. 1979                  | 9. Apr. 1981   | 4 Jahre               | 53               | 135     |
| 9.  | 10. Mai 1981 (vN)        | 11. Juni 1981 – 18. April 1985      | 11. Juni 1981                  | 7. März 1985   | 4 Jahre               | 86               | 132     |
| 10. | 10. März 1985            | 18. April 1985 – 2. März 1989       | 18. Apr. 1985                  | 11. Feb. 1989  | 4 Jahre               |                  | 144     |
| 11. | 29. Jan. 1989            | 2. März 1989 – 11. Januar 1991 (vW) | 2. März 1989                   | 29. Nov. 1990  | 4 Jahre               | 50               | 138     |

(vW) = verkürzte Wahlperiode | (vN) = vorgezogene Neuwahl
| #  | Wahltag/-termin | Wahlperiode                 | erste Sitzung (konst. Sitzung) | letzte Sitzung | ordentl. Dauer der WP | Anzahl Sitzungen | Mandate |
| -- | --------------- | --------------------------- | ------------------------------ | -------------- | --------------------- | ---------------- | ------- |
| 1. | 6. Mai 1990     | Mai 1990 – Januar 1991 (vW) |                                |                | -                     |                  | 138     |

| #   | Wahltag/-termin    | Wahlperiode                                | erste Sitzung (konst. Sitzung) | letzte Sitzung | ordentl. Dauer der WP | Anzahl Sitzungen | Mandate |
| --- | ------------------ | ------------------------------------------ | ------------------------------ | -------------- | --------------------- | ---------------- | ------- |
| 12. | 2. Dez. 1990       | 11. Januar 1991 – 30. November 1995        | 11. Jan. 1991                  | 21. Sep. 1995  | 5 Jahre (Ausnahme)    | 90               | 241     |
| 13. | 22. Okt. 1995      | 30. November 1995 – 18. November 1999      | 30. Nov. 1995                  | 29. Okt. 1999  | 4 Jahre               | 69               | 206     |
| 14. | 10. Okt. 1999      | 18. November 1999 – 29. November 2001 (vW) | 18. Nov. 1999                  | 27. Sep. 2001  | 5 Jahre               | 35               | 169     |
| 15. | 21. Okt. 2001 (vN) | 29. November 2001 – 26. Oktober 2006       | 29. Nov. 2001                  | 31. Aug. 2006  | 5 Jahre               | 89               | 141     |
| 16. | 17. Sep. 2006      | 26. Oktober 2006 – 27. Oktober 2011        | 26. Okt. 2006                  | 1. Sep. 2011   | 5 Jahre               | 86               | 149     |
| 17. | 18. Sep. 2011      | 27. Oktober 2011 – 27. Oktober 2016        | 27. Okt. 2011                  | 8. Sep. 2016   | 5 Jahre               | 85               | 152     |
| 18. | 18. Sep. 2016      | 27. Oktober 2016 – 4. November 2021        | 27. Okt. 2016                  | 16. Sep. 2021  | 5 Jahre               | 84               | 160     |
| 19. | 26. Sep. 2021      | 4. November 2021 – 2026                    | 4. Nov. 2021                   |                | 5 Jahre               |                  | 147     |
| 19. | 12. Feb. 2023 (Ww) | 4. November 2021 – 2026                    | 4. Nov. 2021                   | 159            | 5 Jahre               |                  |         |

(vW) = verkürzte Wahlperiode | (vN) = vorgezogene Neuwahl | (Ww) = Wiederholungswahl

### Brandenburg
| # | Einberufung                                                                 | Einberufungsperiode      | erste Sitzung (konst. Sitzung) | letzte Sitzung | ordentl. Dauer der WP | Anzahl Sitzungen | Mandate |
| - | --------------------------------------------------------------------------- | ------------------------ | ------------------------------ | -------------- | --------------------- | ---------------- | ------- |
|   | durch Präsidenten der Provinzialverwaltung und Militär-Reg. (13. Juni 1946) | 13. Juni – 22. Nov. 1946 | 3. Juli 1946                   | 3. Okt. 1946   | -                     | 3                | 70      |

| #  | Wahltag/-termin | Wahlperiode | erste Sitzung (konst. Sitzung) | letzte Sitzung | ordentl. Dauer der WP | Anzahl Sitzungen | Mandate |
| -- | --------------- | ----------- | ------------------------------ | -------------- | --------------------- | ---------------- | ------- |
| 1. | 20. Okt. 1946   | 1946–1950   | 22. Nov. 1946                  | 22. Sep. 1950  | 4 Jahre               | 69               | 100     |
| 2. | 15. Okt. 1950   | 1950–1952   | 3. Nov. 1950                   | 21. März 1952  | 4 Jahre               | 13               | 100     |

| #  | Wahltag/-termin | Wahlperiode                           | erste Sitzung (konst. Sitzung) | letzte Sitzung  | ordentl. Dauer der WP | Anzahl Sitzungen | Mandate |
| -- | --------------- | ------------------------------------- | ------------------------------ | --------------- | --------------------- | ---------------- | ------- |
| 1. | 14. Okt. 1990   | 26. Oktober 1990 – 11. Oktober 1994   | 26. Oktober 1990               | 30. Juni 1994   | 4 Jahre               | 100              | 88      |
| 2. | 11. Sep. 1994   | 11. Oktober 1994 – 29. Sept. 1999     | 11. Oktober 1994               | 7. Juli 1999    | 5 Jahre               | 106              | 88      |
| 3. | 5. Sep. 1999    | 29. September 1999 – 13. Okt. 2004    | 29. September 1999             | 26. August 2004 | 5 Jahre               | 100              | 89      |
| 4. | 19. Sep. 2004   | 13. Oktober 2004 – 21. Oktober 2009   | 13. Oktober 2004               | 2. Juli 2009    | 5 Jahre               | 88               | 88      |
| 5. | 27. Sep. 2009   | 21. Oktober 2009 – 8. Oktober 2014    | 21. Oktober 2009               | 27. Juni 2014   | 5 Jahre               | 97               | 88      |
| 6. | 14. Sep. 2014   | 8. Oktober 2014 – 25. September 2019  | 8. Oktober 2014                | 14. Juni 2019   | 5 Jahre               | 81               | 88      |
| 7. | 1. Sep. 2019    | 25. September 2019 – 17. Oktober 2024 | 25. September 2019             | 29. Aug. 2024   | 5 Jahre               | 112              | 88      |
| 8. | 22. Sep. 2024   | 17. Oktober 2024 – 2029               | 17. Oktober 2024               |                 | 5 Jahre               |                  | 88      |

### Freie Hansestadt Bremen
| # | Einberufung        | Einberufungsperiode | erste Sitzung (konst. Sitzung) | letzte Sitzung | ordentl. Dauer der WP | Anzahl Sitzungen | Mandate |
| - | ------------------ | ------------------- | ------------------------------ | -------------- | --------------------- | ---------------- | ------- |
|   | durch Militär-Reg. | April – Nov. 1946   | 17. Apr. 1946                  | 19. Sep. 1946  | -                     |                  | 60      |

| #   | Wahltag/-termin   | Wahlperiode                       | erste Sitzung (konst. Sitzung) | letzte Sitzung     | ordentl. Dauer der WP | Anzahl Sitzungen | Mandate                   |
| --- | ----------------- | --------------------------------- | ------------------------------ | ------------------ | --------------------- | ---------------- | ------------------------- |
| 1.  | 13. Okt. 1946     | 1946 – 1947                       | 30. Okt. 1946                  | 25. Sep. 1947      | -                     |                  | 80 (ab 13. Feb. 1947 100) |
| 2.  | 12. Okt. 1947     | 13. Okt. 1947 – 12. Okt. 1951     | 31. Okt. 1947                  | 13. Sep. 1951      | 4 Jahre               | 100              |                           |
| 3.  | 7. Okt. 1951      | 13. Okt. 1951 – 12. Okt. 1955     |                                |                    | 4 Jahre               | 100              |                           |
| 4.  | 9. Okt. 1955      | 13. Okt. 1955 – 12. Okt. 1959     |                                |                    | 4 Jahre               | 100              |                           |
| 5.  | 11. Okt. 1959     | 13. Okt. 1959 – 12. Okt. 1963     |                                |                    | 4 Jahre               | 100              |                           |
| 6.  | 29. Sep. 1963     | 13. Okt. 1963 – 12. Okt. 1967     |                                |                    | 4 Jahre               | 100              |                           |
| 7.  | 1. Okt. 1967      | 13. Okt. 1967 – 12. Okt. 1971     | 8. November 1967               | 9. September 1971  | 4 Jahre               | 100              | 63                        |
| 8.  | 10. Okt. 1971     | 13. Okt. 1971 – 12. Okt. 1975     | 10. November 1971              | 8. September 1975  | 4 Jahre               | 100              | 83                        |
| 9.  | 28. Sep. 1975     | 13. Okt. 1975 – 12. Okt. 1979     | 30. Oktober 1975               | 13. September 1979 | 4 Jahre               | 100              | 87                        |
| 10. | 7. Okt. 1979      | 13. Okt. 1979 – 12. Okt. 1983     | 7. November 1979               | 25. August 1983    | 4 Jahre               | 100              | 86                        |
| 11. | 25. Sep. 1983     | 13. Okt. 1983 – 12. Okt. 1987     | 9. November 1983               | 3. September 1987  | 4 Jahre               | 100              | 83                        |
| 12. | 13. Sep. 1987     | 13. Okt. 1987 – 12. Okt. 1991     | 14. Oktober 1987               | 12. September 1991 | 4 Jahre               | 100              | 94                        |
| 13. | 29. Sep. 1991     | 13. Okt. 1991 – 7. Juni 1995 (vb) | 6. November 1991               | 9. Mai 1995        | 4 Jahre               | 100              | 74                        |
| 14. | 14. Mai 1995 (vN) | 8. Juni 1995 – 7. Juni 1999       | 4. Juli 1995                   | 20. Mai 1999       | 4 Jahre               | 100              | 83                        |
| 15. | 6. Juni 1999      | 8. Juni 1999 – 7. Juni 2003       | 7. Juli 1999                   | 15. Mai 2003       | 4 Jahre               | 100              | 78                        |
| 16. | 25. Mai 2003      | 8. Juni 2003 – 7. Juni 2007       | 3. Juli 2003                   | 26. April 2007     | 4 Jahre               | 83               | 83                        |
| 17. | 13. Mai 2007      | 8. Juni 2007 – 7. Juni 2011       | 28. Juni 2007                  | 12. Mai 2011       | 4 Jahre               | 86               | 83                        |
| 18. | 22. Mai 2011      | 8. Juni 2011 – 7. Juni 2015       | 29. Juni 2011                  | 23. April 2015     | 4 Jahre               | 81               | 83                        |
| 19. | 10. Mai 2015      | 8. Juni 2015 – 7. Juni 2019       | 1. Juli 2015                   | 9. Mai 2019        | 4 Jahre               | 82               | 83                        |
| 20. | 26. Mai 2019      | 8. Juni 2019 – 7. Juni 2023       | 3. Juli 2019                   | 27. April 2023     | 4 Jahre               | 92               | 83                        |
| 21. | 14. Mai 2023      | 8. Juni 2023 – 2027               | 29. Juni 2023                  |                    | 4 Jahre               |                  | 87                        |

(vb) = vorzeitig beendet mit Ablauf des 7. Juni 1995 | (vN) = vorgezogene Neuwahl

### Freie und Hansestadt Hamburg
| # | Ernennung    | Ernennungsperiode | erste Sitzung (konst. Sitzung) | letzte Sitzung | ordentl. Dauer der WP | Anzahl Sitzungen | Mandate |
| - | ------------ | ----------------- | ------------------------------ | -------------- | --------------------- | ---------------- | ------- |
|   | Februar 1946 | 1946 – 1946       | 27. Feb. 1946                  | 8. Okt. 1946   | –                     | unbek.           | 81      |

| #   | Wahltag/-termin    | Wahlperiode                                         | erste Sitzung (konst. Sitzung) | letzte Sitzung    | ordentl. Dauer der WP | Anzahl Sitzungen | Mandate |
| --- | ------------------ | --------------------------------------------------- | ------------------------------ | ----------------- | --------------------- | ---------------- | ------- |
| 1.  | 13. Okt. 1946      | 30. Okt. 1946 – 9. Nov. 1949                        | 30. Okt. 1946                  | 28. Sep. 1949     | 3 Jahre               |                  | 110     |
| 2.  | 16. Okt. 1949      | 9. Nov. 1949 – 20. Nov. 1953                        | 9. Nov. 1949                   | 14. Okt. 1953     | 4 Jahre               | 120              |         |
| 3.  | 1. Nov. 1953       | 20. Nov. 1953 – 27. Nov. 1957                       |                                |                   | 4 Jahre               | 120              |         |
| 4.  | 10. Nov. 1957      | 27. Nov. 1957 – 29. Nov. 1961                       |                                |                   | 4 Jahre               | 120              |         |
| 5.  | 12. Nov. 1961      | 29. Nov. 1961 – 13. April 1966                      |                                |                   | 4 Jahre               | 120              |         |
| 6.  | 27. März 1966      | 13. April 1966 – 14. April 1970                     | 13. April 1966                 | 26. Februar 1970  | 4 Jahre               | 120              | 110     |
| 7.  | 22. März 1970      | 14. April 1970 – 17. April 1974                     | 14. April 1970                 | 31. Januar 1974   | 4 Jahre               | 120              | 114     |
| 8.  | 3. März 1974       | 17. April 1974 – 20. Juni 1978                      | 17. April 1974                 | 12. Mai 1978      | 4 Jahre               | 120              | 109     |
| 9.  | 4. Juni 1978       | 20. Juni 1978 – 23. Juni 1982                       | 20. Juni 1978                  | 13. Mai 1982      | 4 Jahre               | 120              | 99      |
| 10. | 6. Juni 1982       | 23. Juni 1982 – 5. Jan. 1983 AB: 24. Oktober 1982   | 23. Juni 1982                  | 8. Dezember 1982  | 4 Jahre               | 120              | 11      |
| 11. | 19. Dez. 1982 (vN) | 5. Jan. 1983 – 26. Nov. 1986                        | 5. Januar 1983                 | 2. Oktober 1986   | 4 Jahre               | 120              | 106     |
| 12. | 9. Nov. 1986       | 26. Nov. 1986 – 3. Juni 1987 AB: 19. März 1987      | 26. November 1986              | 6. Mai 1987       | 4 Jahre               | 120              | 11      |
| 13. | 17. Mai 1987 (vN)  | 3. Juni 1987 – 19. Juni 1991                        | 3. Juni 1987                   | 25. April 1991    | 4 Jahre               | 120              | 105     |
| 14. | 2. Juni 1991       | 19. Juni 1991 – 6. Okt. 1993 AB: 22. Juli 1993      | 19. Juni 1991                  | 25. August 1993   | 4 Jahre               | 58               | 121     |
| 15. | 19. Sep. 1993 (vN) | 6. Okt. 1993 – 8. Okt. 1997                         | 6. Oktober 1993                | 21. August 1997   | 4 Jahre               | 102              | 121     |
| 16. | 21. Sep. 1997      | 8. Okt. 1997 – 10. Okt. 2001                        | 8. Oktober 1997                | 5. September 2001 | 4 Jahre               | 105              | 121     |
| 17. | 23. Sep. 2001      | 10. Okt. 2001 – 17. März 2004 AB: 30. Dezember 2003 | 10. Oktober 2001               | 25. Februar 2004  | 4 Jahre               | 56               | 121     |
| 18. | 29. Feb. 2004 (vN) | 17. März 2004 – 12. März 2008                       | 17. März 2004                  | 7. Februar 2008   | 4 Jahre               | 99               | 121     |
| 19. | 24. Feb. 2008      | 12. März 2008 – 7. März 2011 AB: 15. Dezember 2010  | 12. März 2008                  | 9. Februar 2011   | 4 Jahre               | 72               | 121     |
| 20. | 20. Feb. 2011 (vN) | 7. März 2011 – 2. März 2015                         | 7. März 2011                   | 4. Februar 2015   | 4 Jahre               | 106              | 121     |
| 21. | 15. Feb. 2015      | 2. März 2015 – 18. März 2020                        | 2. März 2015                   | 12. Februar 2020  | 5 Jahre               | 113              | 121     |
| 22. | 23. Feb. 2020      | 18. März 2020 – 26. März 2025                       | 18. März 2020                  | 26. Februar 2025  | 5 Jahre               | 102              | 123     |
| 23. | 2. März 2025       | 26. März 2025 – 2030                                | 26. März 2025                  |                   | 5 Jahre               |                  | 121     |

(vN) = vorgezogene Neuwahl | AB = Auflösungsbeschluss

### Hessen
| # | Einberufung        | Einberufungsperiode  | erste Sitzung (konst. Sitzung) | letzte Sitzung | ordentl. Dauer der WP | Anzahl Sitzungen | Mandate |
| - | ------------------ | -------------------- | ------------------------------ | -------------- | --------------------- | ---------------- | ------- |
|   | durch Militär-Reg. | Feb. – 30. Juni 1946 | 26. Feb. 1946                  | 7. Juni 1946   | –                     | 4                | 48      |

| # | Wahltag/-termin | Wahlperiode      | erste Sitzung (konst. Sitzung) | letzte Sitzung | ordentl. Dauer der WP | Anzahl Sitzungen | Mandate |
| - | --------------- | ---------------- | ------------------------------ | -------------- | --------------------- | ---------------- | ------- |
|   | 30. Juni 1946   | Juli – Nov. 1946 | 15. Juli 1946                  | 29. Okt. 1946  | –                     |                  | 90      |

| #   | Wahltag/-termin    | Wahlperiode                                | erste Sitzung (konst. Sitzung) | letzte Sitzung     | ordentl. Dauer der WP | Anzahl Sitzungen | Mandate |
| --- | ------------------ | ------------------------------------------ | ------------------------------ | ------------------ | --------------------- | ---------------- | ------- |
| 1.  | 1. Dez. 1946       | 1. Dezember 1946 – 30. November 1950       | 19. Dez. 1946                  | 8. Nov. 1950       | 4 Jahre               |                  | 90      |
| 2.  | 19. Nov. 1950      | 1. Dezember 1950 – 30. November 1954       | 7. Dezember 1950               |                    | 4 Jahre               | 80               |         |
| 3.  | 28. Nov. 1954      | 1. Dezember 1954 – 30. November 1958       | 16. Dezember 1954              | 96                 | 4 Jahre               |                  |         |
| 4.  | 23. Nov. 1958      | 1. Dezember 1958 – 30. November 1962       | 11. Dezember 1958              | 96                 | 4 Jahre               |                  |         |
| 5.  | 11. Nov. 1962      | 1. Dezember 1962 – 30. November 1966       | 1. Dezember 1962               | 96                 | 4 Jahre               |                  |         |
| 6.  | 6. Nov. 1966       | 1. Dezember 1966 – 30. November 1970       | 1. Dezember 1966               | 96                 | 4 Jahre               |                  |         |
| 7.  | 8. Nov. 1970       | 1. Dezember 1970 – 30. November 1974       | 1. Dezember 1970               | 18. September 1974 | 4 Jahre               | 101              | 110     |
| 8.  | 27. Okt. 1974      | 1. Dezember 1974 – 30. November 1978       | 3. Dezember 1974               | 30. August 1978    | 4 Jahre               | 86               | 110     |
| 9.  | 8. Okt. 1978       | 1. Dezember 1978 – 30. November 1982       | 1. Dezember 1978               | 9. Juni 1982       | 4 Jahre               | 78               | 110     |
| 10. | 26. Sep. 1982      | 1. Dezember 1982 – 4. August 1983 (vW)     | 1. Dezember 1982               | 4. August 1983     | 4 Jahre               | 18               | 110     |
| 11. | 25. Sep. 1983 (vN) | 25. September 1983 – 17. Februar 1987 (vW) | 13. Oktober 1983               | 17. Februar 1987   | 4 Jahre               | 103              | 110     |
| 12. | 5. Apr. 1987 (vN)  | 5. April 1987 – 4. April 1991              | 23. April 1987                 | 19. Dezember 1990  | 4 Jahre               | 124              | 110     |
| 13. | 20. Jan. 1991      | 5. April 1991 – 4. April 1995              | 5. April 1991                  | 15. Dezember 1994  | 4 Jahre               | 112              | 110     |
| 14. | 19. Feb. 1995      | 5. April 1995 – 4. April 1999              | 5. April 1995                  | 16. Dezember 1998  | 4 Jahre               | 116              | 110     |
| 15. | 7. Feb. 1999       | 5. April 1999 – 4. April 2003              | 7. April 1999                  | 13. Dezember 2002  | 4 Jahre               | 128              | 110     |
| 16. | 2. Feb. 2003       | 5. April 2003 – 4. April 2008              | 5. April 2003                  | 13. Dezember 2007  | 5 Jahre               | 150              | 110     |
| 17. | 27. Jan. 2008      | 5. April 2008 – 19. November 2008 (vW)     | 5. April 2008                  | 19. November 2008  | 5 Jahre               | 19               | 110     |
| 18. | 18. Jan. 2009 (vN) | 18. Januar 2009 – 17. Januar 2014          | 5. Februar 2009                | 10. Dezember 2013  | 5 Jahre               | 150              | 118     |
| 19. | 22. Sep. 2013      | 18. Januar 2014 – 17. Januar 2019          | 18. Januar 2014                | 5. Dezember 2018   | 5 Jahre               | 150              | 110     |
| 20. | 28. Okt. 2018      | 18. Januar 2019 – 17. Jan. 2024            | 18. Januar 2019                | 12. Dezember 2023  | 5 Jahre               | 146              | 137     |
| 21. | 8. Okt. 2023       | 18. Januar 2024 – 17. Jan. 2029            | 18. Januar 2024                |                    | 5 Jahre               |                  | 133     |

(vW) = verkürzte Wahlperiode | (vN) = vorgezogene Neuwahl

### Mecklenburg-Vorpommern
| # | Einberufung                                                            | Einberufungsperiode     | erste Sitzung (konst. Sitzung) | letzte Sitzung    | ordentl. Dauer der WP | Anzahl Sitzungen | Mandate |
| - | ---------------------------------------------------------------------- | ----------------------- | ------------------------------ | ----------------- | --------------------- | ---------------- | ------- |
|   | durch Präsidenten der Landesverwaltung und Militär-Reg. (5. Juni 1946) | 5. Juni – 19. Nov. 1946 | 29. Juni 1946                  | 22.–23. Juli 1946 | -                     | 2                | 70      |

| #  | Wahltag/-termin | Wahlperiode | erste Sitzung (konst. Sitzung) | letzte Sitzung | ordentl. Dauer der WP | Anzahl Sitzungen | Mandate |
| -- | --------------- | ----------- | ------------------------------ | -------------- | --------------------- | ---------------- | ------- |
| 1. | 20. Okt. 1946   | 1946 – 1950 | 19. Nov. 1946                  | 6. Okt. 1950   | 4 Jahre               | 61               | 90      |
| 2. | 15. Okt. 1950   | 1950 – 1952 | 3. Nov. 1950                   | 9. Mai 1952    | 4 Jahre               | 19               | 90      |

| #  | Wahltag/-termin | Wahlperiode                                      | erste Sitzung (konst. Sitzung) | letzte Sitzung             | ordentl. Dauer der WP | Anzahl Sitzungen | Mandate |
| -- | --------------- | ------------------------------------------------ | ------------------------------ | -------------------------- | --------------------- | ---------------- | ------- |
| 1. | 14. Okt. 1990   | 26. Okt. 1990 (PDF; 1,9 MB) – 15. Nov. 1994      | 26. Oktober 1990               | 28. September 1994 (PDF)   | 4 Jahre               | 109              | 66      |
| 2. | 16. Okt. 1994   | 15. Nov. 1994 (PDF; 437 kB) – 26. Okt. 1998      | 15. November 1994              | 23. Juni 1998? (PDF)       | 4 Jahre               | 88?              | 71      |
| 3. | 27. Sep. 1998   | 26. Okt. 1998 (PDF; 682 kB) – 22. Okt. 2002      | 26. Oktober 1998               | 27. Juni 2002 (PDF)        | 4 Jahre               | 85               | 71      |
| 4. | 22. Sep. 2002   | 22. Okt. 2002 (PDF; 56 kB) – 16. Okt. 2006       | 22. Oktober 2002               | 30. Juni 2006 (PDF)        | 4 Jahre               | 82               | 71      |
| 5. | 17. Sep. 2006   | 16. Okt. 2006 (PDF; 351 kB) – 4. Oktober 2011    | 16. Oktober 2006               | 1. Juli 2011 (PDF)         | 5 Jahre               | 127              | 71      |
| 6. | 4. Sep. 2011    | 4. Oktober 2011 (PDF) – 4. Oktober 2016          | 4. Oktober 2011                | 8. Juli 2016 (PDF; 848 kB) | 5 Jahre               | 126              | 71      |
| 7. | 4. Sep. 2016    | 4. Oktober 2016 (PDF; 248 kB) – 26. Oktober 2021 | 4. Oktober 2016                | 11. Juni 2021 (PDF; 1 MB)  | 5 Jahre               | 126              | 71      |
| 8. | 26. Sep. 2021   | 26. Oktober 2021 (PDF; 517 kB) – Okt. 2026       | 26. Oktober 2021               |                            | 5 Jahre               |                  | 79      |

### Niedersachsen
| # | Einberufung        | Einberufungsperiode    | erste Sitzung (konst. Sitzung) | letzte Sitzung | ordentl. Dauer der WP | Anzahl Sitzungen | Mandate |
| - | ------------------ | ---------------------- | ------------------------------ | -------------- | --------------------- | ---------------- | ------- |
|   | durch Militär-Reg. | Januar – 31. Okt. 1946 | 21. Jan. 1946                  | 6. Nov. 1946   | –                     |                  | 50      |

| # | Einberufung        | Einberufungsperiode     | erste Sitzung (konst. Sitzung) | letzte Sitzung | ordentl. Dauer der WP | Anzahl Sitzungen | Mandate |
| - | ------------------ | ----------------------- | ------------------------------ | -------------- | --------------------- | ---------------- | ------- |
|   | durch Militär-Reg. | Februar – 31. Okt. 1946 | 21. Feb. 1946                  | 21. Nov. 1946  | –                     |                  | 61      |

| # | Einberufung                        | Einberufungsperiode   | erste Sitzung (konst. Sitzung) | letzte Sitzung | ordentl. Dauer der WP | Anzahl Sitzungen | Mandate |
| - | ---------------------------------- | --------------------- | ------------------------------ | -------------- | --------------------- | ---------------- | ------- |
|   | durch Militär-Reg. 23. August 1946 | August – 8. Dez. 1946 | 23. Aug. 1946                  | 29. Okt. 1946  | –                     |                  | 80      |

| # | Einberufung        | Einberufungsperiode | erste Sitzung (konst. Sitzung) | letzte Sitzung | ordentl. Dauer der WP | Anzahl Sitzungen | Mandate |
| - | ------------------ | ------------------- | ------------------------------ | -------------- | --------------------- | ---------------- | ------- |
|   | durch Militär-Reg. |                     |                                |                | –                     |                  | 5       |

| # | Einberufung                         | Einberufungsperiode        | erste Sitzung (konst. Sitzung) | letzte Sitzung | ordentl. Dauer der WP | Anzahl Sitzungen | Mandate |
| - | ----------------------------------- | -------------------------- | ------------------------------ | -------------- | --------------------- | ---------------- | ------- |
|   | durch Militär-Reg. 1. November 1946 | Nov. 1946 – 19. April 1947 | 9. Dez. 1946                   | 28. März 1947  | –                     |                  | 87      |

| #   | Wahltag/-termin    | Wahlperiode                          | erste Sitzung (konst. Sitzung) | letzte Sitzung           | ordentl. Dauer der WP | Anzahl Sitzungen | Mandate |
| --- | ------------------ | ------------------------------------ | ------------------------------ | ------------------------ | --------------------- | ---------------- | ------- |
| 1.  | 20. Apr. 1947      | 20. April 1947 – 12. Mai 1951        | 13. Mai 1947                   | 13. Apr. 1951            | 4 Jahre               | 130              | 149     |
| 2.  | 6. Mai 1951        | 13. Mai 1951 – 12. Mai 1955          |                                |                          | 4 Jahre               |                  | 158     |
| 3.  | 24. Apr. 1955      | 13. Mai 1955 – 12. Mai 1959          | 159                            |                          | 4 Jahre               |                  |         |
| 4.  | 19. Apr. 1959      | 13. Mai 1959 – 1963                  | 157                            |                          | 4 Jahre               |                  |         |
| 5.  | 19. Mai 1963       | 1963 – 1967                          | 149                            |                          | 4 Jahre               |                  |         |
| 6.  | 4. Juni 1967       | 1967 – 19. Juni 1970 (vW)            | 149                            |                          | 4 Jahre               |                  |         |
| 7.  | 14. Juni 1970 (vN) | 20. Juni 1970 – 19. Juni 1974        | 149                            |                          | 4 Jahre               |                  |         |
| 8.  | 9. Juni 1974       | 20. Juni 1974 – 19. Juni 1978        | 10. Juli 1974 (PDF; 2,1 MB)    | 12. Mai 1978 (PDF)       | 4 Jahre               | 94               | 155     |
| 9.  | 4. Juni 1978       | 20. Juni 1978 – 19. Juni 1982        | 28. Juni 1978 (PDF; 1,9 MB)    | 4. Juni 1982 (PDF)       | 4 Jahre               | 86               | 155     |
| 10. | 21. März 1982      | 20. Juni 1982 – 19. Juni 1986        | 22. Juni 1982 (PDF; 2,4 MB)    | 25. April 1986 (PDF)     | 4 Jahre               | 111              | 171     |
| 11. | 15. Juni 1986      | 20. Juni 1986 – 19. Juni 1990        | 9. Juli 1986 (PDF; 2,4 MB)     | 9. März 1990 (PDF)       | 4 Jahre               | 108              | 155     |
| 12. | 13. Mai 1990       | 20. Juni 1990 – 22. Juni 1994        | 21. Juni 1990 (PDF; 2,8 MB)    | 16. Juni 1994 (PDF)      | 4 Jahre               | 108              | 155     |
| 13. | 13. März 1994      | 23. Juni 1994 – 29. März 1998        | 23. Juni 1994 (PDF; 3,0 MB)    | 19. Februar 1998 (PDF)   | 4 Jahre               | 106              | 161     |
| 14. | 1. März 1998       | 30. März 1998 – 3. März 2003         | 30. März 1998 (PDF; 2,6 MB)    | 24. Januar 2003 (PDF)    | 5 Jahre               | 129              | 157     |
| 15. | 2. Feb. 2003       | 4. März 2003 – 25. Februar 2008      | 4. März 2003 (PDF; 3,8 MB)     | 16. Januar 2008 (PDF)    | 5 Jahre               | 137              | 183     |
| 16. | 27. Jan. 2008      | 26. Februar 2008 – 18. Februar 2013  | 26. Februar 2008 (PDF; 401 kB) | 7. Dezember 2012 (PDF)   | 5 Jahre               | 153              | 152     |
| 17. | 20. Jan. 2013      | 19. Februar 2013 – 13. November 2017 | 19. Februar 2013 (PDF)         | 27. Oktober 2017 (PDF)   | 5 Jahre               | 140              | 137     |
| 18. | 15. Okt. 2017      | 14. November 2017 – 7. November 2022 | 14. November 2017 (PDF)        | 23. September 2022 (PDF) | 5 Jahre               | 144              | 137     |
| 19. | 9. Okt. 2022       | 8. November 2022 – 2027              | 8. November 2022 (PDF)         |                          | 5 Jahre               |                  | 146     |

(vW) = verkürzte Wahlperiode | (vN) = vorgezogene Neuwahl

### Nordrhein-Westfalen
| # | Einberufung        | Einberufungsperiode      | erste Sitzung (konst. Sitzung) | letzte Sitzung | ordentl. Dauer der WP | Anzahl Sitzungen | Mandate |
| - | ------------------ | ------------------------ | ------------------------------ | -------------- | --------------------- | ---------------- | ------- |
|   | durch Militär-Reg. | August 1945 – April 1946 | 16. Aug. 1945                  |                | –                     | 10               | 12      |

| # | Einberufung        | Einberufungsperiode        | erste Sitzung (konst. Sitzung) | letzte Sitzung | ordentl. Dauer der WP | Anzahl Sitzungen | Mandate |
| - | ------------------ | -------------------------- | ------------------------------ | -------------- | --------------------- | ---------------- | ------- |
|   | durch Militär-Reg. | Mai 1946 – 21. Januar 1947 | 9. Mai 1946                    | 21. Jan. 1947  | -                     | 11               | 31      |

| # | Einberufung        | Einberufungsperiode          | erste Sitzung (konst. Sitzung) | letzte Sitzung | ordentl. Dauer der WP | Anzahl Sitzungen | Mandate |
| - | ------------------ | ---------------------------- | ------------------------------ | -------------- | --------------------- | ---------------- | ------- |
|   | durch Militär-Reg. | April 1946 - September 1946? | 30. Apr. 1946                  | 30. Apr. 1946  | -                     | 1                | 100     |

| # | Einberufung                         | Einberufungsperiode             | erste Sitzung (konst. Sitzung) | letzte Sitzung | ordentl. Dauer der WP | Anzahl Sitzungen | Mandate |
| - | ----------------------------------- | ------------------------------- | ------------------------------ | -------------- | --------------------- | ---------------- | ------- |
|   | durch Militär-Reg. 1. Dezember 1945 | Dezember 1945 - September 1946? | 14. Dez. 1945                  | 21. Juni 1946  | -                     |                  | 50      |

| #  | Ernennung/Wahl                     | Ernennungsperiode             | erste Sitzung (konst. Sitzung) | letzte Sitzung | ordentl. Dauer der WP | Anzahl Sitzungen | Mandate |
| -- | ---------------------------------- | ----------------------------- | ------------------------------ | -------------- | --------------------- | ---------------- | ------- |
| 1. | durch Militär-Reg. 29. August 1946 | Sept. 1946 – 1946             | 2. Okt. 1946                   | 19. Dez. 1946  | –                     |                  | 200     |
| 2. | 29. Nov. 1946                      | 29. Nov. 1946 – 20. Apr. 1947 | 19. Dez. 1946                  | 6. März 1947   | –                     |                  | 200     |

Im Gegensatz zu Art. 39 GG enthält Art. 36 der Verfassung des Landes Nordrhein-Westfalen eine ausdrückliche Normierung des Beginns der neuen Wahlperiode. Diese beginnt mit der ersten Tagung des neuen Landtags. Da der Landtag gem. Art. 37 der Landesverfassung nicht vor dem Ende der Wahlperiode des letzten Landtags zusammentreten darf, ist die Wahlperiode im Grundsatz nicht variabel. Sie endet mit Ablauf der Fünfjahres-Frist des Art. 34 Satz 1 der Verfassung.
| #   | Wahltag/-termin   | Wahlperiode                       | erste Sitzung (konst. Sitzung) | letzte Sitzung | ordentl. Dauer der WP | Anzahl Sitzungen | Mandate |
| --- | ----------------- | --------------------------------- | ------------------------------ | -------------- | --------------------- | ---------------- | ------- |
| 1.  | 20. Apr. 1947     | 20. April 1947 – 17. Juni 1950    | 19. Mai 1947                   | 6. Juni 1950   | 3 Jahre               | 139              | 216     |
| 2.  | 18. Juni 1950     | 5. Juli 1950 – 4. Juli 1954       | 5. Juli 1950                   | 26. Mai 1954   | 4 Jahre               | 113              | 215     |
| 3.  | 27. Juni 1954     | 13. Juli 1954 – 12. Juli 1958     | 13. Juli 1954                  | 3. Juni 1958   | 4 Jahre               | 83               | 200     |
| 4.  | 6. Juli 1958      | 21. Juli 1958 – 20. Juli 1962     | 21. Juli 1958                  | 4. Juli 1962   | 4 Jahre               | 85               | 200     |
| 5.  | 8. Juli 1962      | 23. Juli 1962 – 23. Juli 1966     | 23. Juli 1962                  | 24. Mai 1966   | 4 Jahre               | 77               | 200     |
| 6.  | 10. Juli 1966     | 25. Juli 1966 – 25. Juli 1970     | 25. Juli 1966                  | 15. Juli 1970  | 4 Jahre               | 77               | 200     |
| 7.  | 14. Juni 1970     | 27. Juli 1970 – 27. Mai 1975      | 27. Juli 1970                  | 12. März 1975  | 4 Jahre 10 Monate     | 125              | 200     |
| 8.  | 4. Mai 1975       | 28. Mai 1975 – 28. Mai 1980       | 28. Mai 1975                   | 16. Apr. 1980  | 5 Jahre               | 132              | 200     |
| 9.  | 11. Mai 1980      | 29. Mai 1980 – 29. Mai 1985       | 29. Mai 1980                   | 23. Mai 1985   | 5 Jahre               | 123              | 201     |
| 10. | 12. Mai 1985      | 30. Mai 1985 – 29. Mai 1990       | 30. Mai 1985                   | 30. März 1990  | 5 Jahre               | 137              | 227     |
| 11. | 13. Mai 1990      | 31. Mai 1990 – 31. Mai 1995       | 31. Mai 1990                   | 25. Apr. 1995  | 5 Jahre               | 161              | 239     |
| 12. | 14. Mai 1995      | 1. Juni 1995 – 1. Juni 2000       | 1. Juni 1995                   | 14. Apr. 2000  | 5 Jahre               | 145              | 221     |
| 13. | 14. Mai 2000      | 2. Juni 2000 – 2. Juni 2005       | 2. Juni 2000                   | 21. Apr. 2005  | 5 Jahre               | 150              | 231     |
| 14. | 22. Mai 2005      | 8. Juni 2005 – 8. Juni 2010       | 8. Juni 2005                   | 25. März 2010  | 5 Jahre               | 149              | 187     |
| 15. | 9. Mai 2010       | 9. Juni 2010 – 14. März 2012 (vW) | 9. Juni 2010                   | 14. März 2012  | 5 Jahre               | 57               | 181     |
| 16. | 13. Mai 2012 (vN) | 31. Mai 2012 – 31. Mai 2017       | 31. Mai 2012                   | 7. April 2017  | 5 Jahre               | 143              | 237     |
| 17. | 14. Mai 2017      | 1. Juni 2017 – 31. Mai 2022       | 1. Juni 2017                   | 7. April 2022  | 5 Jahre               | 170              | 199     |
| 18. | 15. Mai 2022      | 1. Juni 2022 – Frühjahr 2027      | 1. Juni 2022                   |                | 5 Jahre               |                  | 195     |

(vW) = verkürzte Wahlperiode | (vN) = vorgezogene Neuwahl

### Rheinland-Pfalz
| # | Wahltag/-termin | Wahlperiode | erste Sitzung (konst. Sitzung) | letzte Sitzung | ordentl. Dauer der WP | Anzahl Sitzungen | Mandate |
| - | --------------- | ----------- | ------------------------------ | -------------- | --------------------- | ---------------- | ------- |
|   | 17. Nov. 1946   | 1946 – 1947 | 22. Nov. 1946                  | 25. Apr. 1947  | –                     | 8                | 127     |

| #   | Wahltag/-termin | Wahlperiode                 | erste Sitzung (konst. Sitzung) | letzte Sitzung      | ordentl. Dauer der WP | Anzahl Sitzungen | Mandate       |
| --- | --------------- | --------------------------- | ------------------------------ | ------------------- | --------------------- | ---------------- | ------------- |
| 1.  | 18. Mai 1947    | 18. Mai 1947 – 17. Mai 1951 | 4. Juni 1947                   | 30. März 1951       | 4 Jahre               | 96               | 100 / 101(nN) |
| 2.  | 29. Apr. 1951   | 18. Mai 1951 – 17. Mai 1955 | 18. Mai 1951                   | 24. März 1955       | 4 Jahre               | 78               | 100           |
| 3.  | 15. Mai 1955    | 18. Mai 1955 – 17. Mai 1959 | 1. Juni 1955                   | 25. März 1959       | 4 Jahre               | 69               | 100           |
| 4.  | 19. Apr. 1959   | 18. Mai 1959 – 17. Mai 1963 | 19. Mai 1959                   | 4. Apr. 1963        | 4 Jahre               | 73               | 100           |
| 5.  | 31. März 1963   | 18. Mai 1963 – 17. Mai 1967 | 18. Mai 1963                   | 14. März 1967       | 4 Jahre               | 70               | 100           |
| 6.  | 23. Apr. 1967   | 18. Mai 1967 – 17. Mai 1971 | 18. Mai 1967                   | 29. Apr. 1971       | 4 Jahre               | 80               | 100           |
| 7.  | 21. März 1971   | 18. Mai 1971 – 17. Mai 1975 | 18. Mai 1971                   | 24. Apr. 1975       | 4 Jahre               | 71               | 100           |
| 8.  | 9. März 1975    | 18. Mai 1975 – 17. Mai 1979 | 20. Mai 1975                   | 15. Feb. 1979       | 4 Jahre               | 64               | 100           |
| 9.  | 18. März 1979   | 18. Mai 1979 – 17. Mai 1983 | 18. Mai 1979                   | 26. Apr. 1983       | 4 Jahre               | 68               | 100           |
| 10. | 6. März 1983    | 18. Mai 1983 – 17. Mai 1987 | 18. Mai 1983                   | 2. Apr. 1987        | 4 Jahre               | 88               | 100           |
| 11. | 17. Mai 1987    | 18. Mai 1987 – 17. Mai 1991 | 3. Juni 1987                   | 15. März 1991       | 4 Jahre               | 98               | 100           |
| 12. | 21. Apr. 1991   | 18. Mai 1991 – 17. Mai 1996 | 21. Mai 1991                   | 1. März 1996        | 5 Jahre               | 130              | 101           |
| 13. | 24. März 1996   | 18. Mai 1996 – 17. Mai 2001 | 20. Mai 1996                   | 15. Feb. 2001       | 5 Jahre               | 128              | 101           |
| 14. | 25. März 2001   | 18. Mai 2001 – 17. Mai 2006 | 18. Mai 2001                   | 17. Feb. 2006       | 5 Jahre               | 111              | 101           |
| 15. | 26. März 2006   | 18. Mai 2006 – 17. Mai 2011 | 18. Mai 2006                   | 25. Feb. 2011       | 5 Jahre               | 111              | 101           |
| 16. | 27. März 2011   | 18. Mai 2011 – 17. Mai 2016 | 18. Mai 2011                   | 25. Feb. 2016       | 5 Jahre               | 114              | 101           |
| 17. | 13. März 2016   | 18. Mai 2016 – 18. Mai 2021 | 18. Mai 2016 (PDF)             | 29. Jan. 2021 (PDF) | 5 Jahre               | 117              | 101           |
| 18. | 14. März 2021   | 18. Mai 2021 – 2026         | 18. Mai 2021 (PDF)             | wohl 2026           | 5 Jahre               |                  | 101           |

(nN) = nach Nachwahl

### Saarland
| # | Wahltag/-termin | Wahlperiode                   | erste Sitzung (konst. Sitzung) | letzte Sitzung | ordentl. Dauer der WP | Anzahl Sitzungen | Mandate |
| - | --------------- | ----------------------------- | ------------------------------ | -------------- | --------------------- | ---------------- | ------- |
|   | 5. Okt. 1947    | Okt. 1947 – 14. Dezember 1947 | 14. Okt. 1947                  |                | –                     |                  | 50      |

| #   | Wahltag/-termin    | Wahlperiode                           | erste Sitzung (konst. Sitzung) | letzte Sitzung      | ordentl. Dauer der WP | Anzahl Sitzungen | Mandate |
| --- | ------------------ | ------------------------------------- | ------------------------------ | ------------------- | --------------------- | ---------------- | ------- |
| 1.  | 5. Okt. 1947       | 14. Dez. 1947 – 15. Dezember 1952     | 15. Dez. 1947                  | 7. Nov. 1952        | 5 Jahre               |                  | 50      |
| 2.  | 30. Nov. 1952      | 1952 – 17. Dezember 1955 (vW)         | 15. Dez. 1952                  |                     | 5 Jahre               |                  | 50      |
| 3.  | 18. Dez. 1955 (vN) | 1955 – 2. Januar 1961                 | 2. Jan. 1956                   |                     | 5 Jahre               |                  | 50      |
| 4.  | 4. Dez. 1960       | 1960 – 30. Juni 1965                  | 3. Jan. 1961                   |                     | 5 Jahre               |                  | 50      |
| 5.  | 27. Juni 1965      | 1965 – 10. Juli 1970                  | 10. Juli 1965                  |                     | 5 Jahre               |                  | 50      |
| 6.  | 14. Juni 1970      | 1970 – 13. Juli 1975                  | 13. Juli 1970                  |                     | 5 Jahre               |                  | 50      |
| 7.  | 4. Mai 1975        | 14. Juli 1975 – 21. Mai 1980          | 14. Juli 1975 (PDF)            | 19. März 1980 (PDF) | 5 Jahre               | 77               | 50      |
| 8.  | 27. Apr. 1980      | 21. Mai 1980 – 9. April 1985          | 21. Mai 1980 (PDF)             | 25. Jan. 1985 (PDF) | 5 Jahre               | 77               | 51      |
| 9.  | 10. März 1985      | 9. Apr. 1985 – 21. Februar 1990       | 9. Apr. 1985 (PDF)             | 17. Jan. 1990 (PDF) | 5 Jahre               | 82               | 51      |
| 10. | 28. Jan. 1990      | 21. Feb. 1990 – 9. November 1994 (vW) | 21. Feb. 1990 (PDF)            | 14. Sep. 1994 (PDF) | 5 Jahre               | 68               | 51      |
| 11. | 16. Okt. 1994 (vN) | 9. Nov. 1994 – 29. September 1999     | 9. Nov. 1994 (PDF)             | 25. Aug. 1999 (PDF) | 5 Jahre               | 73               | 51      |
| 12. | 5. Sep. 1999       | 29. Sep. 1999 – 29. September 2004    | 29. Sep. 1999 (PDF)            | 14. Juli 2004 (PDF) | 5 Jahre               | 70               | 51      |
| 13. | 5. Sep. 2004       | 29. Sep. 2004 – 23. September 2009    | 29. Sep. 2004 (PDF)            | 1. Juli 2009 (PDF)  | 5 Jahre               | 69               | 51      |
| 14. | 30. Aug. 2009      | 23. Sep. 2009 – 24. April 2012 (vW)   | 23. Sep. 2009 (PDF)            | 21. März 2012 (PDF) | 5 Jahre               | 33               | 51      |
| 15. | 25. März 2012 (vN) | 24. Apr. 2012 – 25. April 2017        | 24. Apr. 2012 (PDF)            | 15. März 2017 (PDF) | 5 Jahre               | 58               | 51      |
| 16. | 26. März 2017      | 25. Apr. 2017 – 25. April 2022        | 25. Apr. 2017 (PDF)            | 16. März 2022 (PDF) | 5 Jahre               | 64               | 51      |
| 17. | 27. März 2022      | 25. Apr. 2022 – 2027                  | 25. Apr. 2022 (PDF)            |                     | 5 Jahre               |                  | 51      |

(vW) = verkürzte Wahlperiode | (vN) = vorgezogene Neuwahl

### Freistaat Sachsen
| # | Einberufung                                                                             | Einberufungsperiode     | erste Sitzung (konst. Sitzung) | letzte Sitzung | ordentl. Dauer der WP | Anzahl Sitzungen | Mandate |
| - | --------------------------------------------------------------------------------------- | ----------------------- | ------------------------------ | -------------- | --------------------- | ---------------- | ------- |
|   | durch Präsidenten der Landesverwaltung und Militär-Reg. (13. Mai 1946 und 4. Juni 1946) | 4. Juni – 22. Nov. 1946 | 25. Juni 1946                  | 25. Juli 1946  | -                     | 2                | 70      |

| #  | Wahltag/-termin | Wahlperiode                  | erste Sitzung (konst. Sitzung) | letzte Sitzung  | ordentl. Dauer der WP | Anzahl Sitzungen | Mandate |
| -- | --------------- | ---------------------------- | ------------------------------ | --------------- | --------------------- | ---------------- | ------- |
| 1. | 20. Okt. 1946   | 22. Nov. 1946 – 6. Okt. 1950 | 22. November 1946              | 6. Oktober 1950 | 4 Jahre               | 77               | 120     |
| 2. | 15. Okt. 1950   | 3. Nov. 1950 – 25. Juli 1952 | 3. November 1950               | 25. Juli 1952   | 4 Jahre               | 28               | 120     |

| #  | Wahltag/-termin | Wahlperiode                        | erste Sitzung (konst. Sitzung) | letzte Sitzung      | ordentl. Dauer der WP | Anzahl Sitzungen | Mandate |
| -- | --------------- | ---------------------------------- | ------------------------------ | ------------------- | --------------------- | ---------------- | ------- |
| 1. | 14. Okt. 1990   | 27. Okt. 1990 – 6. Oktober 1994    | 27. Okt. 1990 (PDF)            | 24. Juni 1994 (PDF) | 4 Jahre               | 100              | 160     |
| 2. | 11. Sep. 1994   | 6. Okt. 1994 – 13. Oktober 1999    | 6. Okt. 1994 (PDF)             | 25. Juni 1999 (PDF) | 5 Jahre               | 106              | 120     |
| 3. | 19. Sep. 1999   | 13. Okt. 1999 – 19. Okt. 2004      | 13. Okt. 1999 (PDF)            | 25. Juni 2004 (PDF) | 5 Jahre               | 110              | 120     |
| 4. | 19. Sep. 2004   | 19. Okt. 2004 – 29. Sep. 2009      | 19. Okt. 2004                  | 26. Juni 2009       | 5 Jahre               | 140              | 124     |
| 5. | 30. Aug. 2009   | 29. Sep. 2009 – 29. Sep. 2014      | 29. Sep. 2009                  | 10. Juli 2014       | 5 Jahre               | 101              | 132     |
| 6. | 31. Aug. 2014   | 29. Sep. 2014 – 30. September 2019 | 29. Sep. 2014                  | 4. Juni 2019        | 5 Jahre               | 95               | 126     |
| 7. | 1. Sep. 2019    | 1. Okt. 2019 – 30. September 2024  | 1. Okt. 2019                   | 13. Juni 2024       | 5 Jahre               | 90               | 119     |
| 8. | 1. Sep. 2024    | 1. Okt. 2024 –                     | 1. Okt. 2024                   |                     | 5 Jahre               |                  | 120     |

### Sachsen-Anhalt
| # | Einberufung                                                                 | Einberufungsperiode      | erste Sitzung (konst. Sitzung) | letzte Sitzung | ordentl. Dauer der WP | Anzahl Sitzungen | Mandate |
| - | --------------------------------------------------------------------------- | ------------------------ | ------------------------------ | -------------- | --------------------- | ---------------- | ------- |
|   | durch Präsidenten der Provinzialverwaltung und Militär-Reg. (17. Juni 1946) | 17. Juni – 18. Nov. 1946 | 15. Juli 1946                  | 3. Sep. 1946   | -                     | 2                | 70      |

| #  | Wahltag/-termin | Wahlperiode                  | erste Sitzung (konst. Sitzung) | letzte Sitzung | ordentl. Dauer der WP | Anzahl Sitzungen | Mandate |
| -- | --------------- | ---------------------------- | ------------------------------ | -------------- | --------------------- | ---------------- | ------- |
| 1. | 20. Okt. 1946   | 18. Nov. 1946 – 3. Nov. 1950 | 18. Nov. 1946                  | 2. Okt. 1950   | 4 Jahre               | 57               | 109     |
| 2. | 15. Okt. 1950   | 3. Nov. 1950 – 25. Juli 1952 | 3. Nov. 1950                   | 18. März 1952  | 4 Jahre               | 14               | 110     |

| #  | Wahltag/-termin | Wahlperiode                     | erste Sitzung (konst. Sitzung) | letzte Sitzung      | ordentl. Dauer der WP | Anzahl Sitzungen | Mandate |
| -- | --------------- | ------------------------------- | ------------------------------ | ------------------- | --------------------- | ---------------- | ------- |
| 1. | 14. Okt. 1990   | 28. Okt. 1990 – 20. Juli 1994   | 28. Okt. 1990 (PDF)            | 26. Mai 1994 (PDF)  | 4 Jahre               | 62               | 106     |
| 2. | 26. Juni 1994   | 21. Juli 1994 – 24. Mai 1998    | 21. Juli 1994 (PDF)            | 6. März 1998 (PDF)  | 4 Jahre               | 79               | 99      |
| 3. | 26. Apr. 1998   | 25. Mai 1998 – 15. Mai 2002     | 25. Mai 1998 (PDF)             | 15. März 2002 (PDF) | 4 Jahre               | 73               | 116     |
| 4. | 21. Apr. 2002   | 16. Mai 2002 – 23. April 2006   | 16. Mai 2002 (PDF)             | 17. Feb. 2006 (PDF) | 4 Jahre               | 74               | 115     |
| 5. | 26. März 2006   | 24. April 2006 – 18. April 2011 | 24. Apr. 2006 (PDF)            | 4. Feb. 2011 (PDF)  | 5 Jahre               | 89               | 97      |
| 6. | 20. März 2011   | 19. April 2011 – 11. April 2016 | 19. Apr. 2011 (PDF)            | 29. Jan. 2016 (PDF) | 5 Jahre               | 107              | 105     |
| 7. | 13. März 2016   | 12. April 2016 – 5. Juli 2021   | 12. Apr. 2016 (PDF)            | 27. Mai 2021 (PDF)  | 5 Jahre               | 126              | 87      |
| 8. | 6. Juni 2021    | 6. Juli 2021 – 2026             | 6. Juli 2021 (PDF)             |                     | 5 Jahre               |                  | 97      |

### Schleswig-Holstein
| #  | Ernennung/Wahl | Ernennungsperiode                    | erste Sitzung (konst. Sitzung) | letzte Sitzung     | ordentl. Dauer der WP | Anzahl Sitzungen | Mandate |
| -- | -------------- | ------------------------------------ | ------------------------------ | ------------------ | --------------------- | ---------------- | ------- |
| 1. | 7. Feb. 1946   | 1. EP: 26. Feb. 1946 – 11. Nov. 1946 | 26. Feb. 1946                  | 10./13. Sept. 1946 | –                     | 9                | 68      |
| 2. | 13. Nov. 1946  | 2. EP: 1946 – 1947                   | 2. Dez. 1946                   | 19. Apr. 1947      | –                     |                  | 60      |

| #   | Wahltag/-termin    | Wahlperiode                        | erste Sitzung (konst. Sitzung) | letzte Sitzung           | ordentl. Dauer der WP | Anzahl Sitzungen    | Mandate |
| --- | ------------------ | ---------------------------------- | ------------------------------ | ------------------------ | --------------------- | ------------------- | ------- |
| 1.  | 20. Apr. 1947      | 8. Mai 1947 – 31. Mai 1950         | 8. Mai 1947                    | 31. Mai 1950             | 3 Jahre               |                     | 70      |
| 2.  | 9. Juli 1950       | 7. Aug. 1950 – 6. Aug. 1954        | 7. Aug. 1950                   |                          | 4 Jahre               | 69                  |         |
| 3.  | 12. Sep. 1954      | 11. Okt. 1954 – 10. Okt. 1958      | 11. Okt. 1954                  | 69                       | 4 Jahre               |                     |         |
| 4.  | 28. Sep. 1958      | 27. Okt. 1958 – 26. Okt. 1962      | 27. Okt. 1958                  | 69                       | 4 Jahre               |                     |         |
| 5.  | 23. Sep. 1962      | 29. Okt. 1962 – 28. April 1967     | 29. Okt. 1962                  | 69                       | 4 Jahre               |                     |         |
| 6.  | 23. Apr. 1967      | 16. Mai 1967 – 15. Mai 1971        | 16. Mai 1967                   | 73                       | 4 Jahre               |                     |         |
| 7.  | 25. Apr. 1971      | 24. Mai 1971 – 24. Mai 1975        | 24. Mai 1971                   | 73                       | 4 Jahre               |                     |         |
| 8.  | 13. Apr. 1975      | 26. Mai 1975 – 26. Mai 1979        | 26. Mai 1975 (PDF)             | 73                       | 4 Jahre               | 9. März 1979 (PDF)  | 83      |
| 9.  | 29. Apr. 1979      | 29. Mai 1979 – 12. April 1983      | 29. Mai 1979 (PDF)             | 73                       | 4 Jahre               | 24. Feb. 1983 (PDF) | 110     |
| 10. | 13. März 1983      | 12. April 1983 – 2. Okt. 1987      | 12. Apr. 1983 (PDF)            | 20. Aug. 1987 (PDF)      | 4 Jahre               | 114                 | 74      |
| 11. | 13. Sep. 1987      | 2. Okt. 1987 – 31. Mai 1988 (vW)   | 2. Okt. 1987 (PDF) (PDF)       | 9. März 1988 (PDF) (PDF) | 4 Jahre               | 9                   | 74      |
| 12. | 8. Mai 1988 (vN)   | 31. Mai 1988 – 5. Mai 1992         | 31. Mai 1988 (PDF)             | 27. Feb. 1992 (PDF)      | 4 Jahre               | 100                 | 74      |
| 13. | 5. Apr. 1992       | 5. Mai 1992 – 23. April 1996       | 5. Mai 1992 (PDF)              | 21. Feb. 1996 (PDF)      | 4 Jahre               | 114                 | 89      |
| 14. | 24. März 1996      | 23. April 1996 – 28. März 2000     | 23. Apr. 1996 (PDF)            | 28. Jan. 2000 (PDF)      | 4 Jahre               | 106                 | 75      |
| 15. | 27. Feb. 2000      | 28. März 2000 – 17. März 2005      | 28. März 2000 (PDF)            | 28. Jan. 2005 (PDF)      | 5 Jahre               | 135                 | 89      |
| 16. | 20. Feb. 2005      | 17. März 2005 – 27. Okt. 2009 (vW) | 17. März 2005 (PDF)            | 17. Sep. 2009 (PDF)      | 5 Jahre               | 123                 | 69      |
| 17. | 27. Sep. 2009 (vN) | 27. Okt. 2009 – 5. Juni 2012 (vW)  | 27. Okt. 2009 (PDF)            | 27. Apr. 2012 (PDF)      | 5 Jahre               | 79                  | 95      |
| 18. | 6. Mai 2012 (vN)   | 5. Juni 2012 – 6. Juni 2017        | 5. Juni 2012 (PDF)             | 24. März 2017 (PDF)      | 5 Jahre               | 145                 | 69      |
| 19. | 7. Mai 2017        | 6. Juni 2017 – 7. Juni 2022        | 6. Juni 2017 (PDF)             | 28. Apr. 2022 (PDF)      | 5 Jahre               | 148                 | 73      |
| 20. | 8. Mai 2022        | 7. Juni 2022 – 2027                | 7. Juni 2022 (PDF)             |                          | 5 Jahre               |                     | 69      |

(vW) = verkürzte Wahlperiode | (vN) = vorgezogene Neuwahl

### Freistaat Thüringen
| # | Einberufung                                                             | Einberufungsperiode      | erste Sitzung (konst. Sitzung) | letzte Sitzung | ordentl. Dauer der WP | Anzahl Sitzungen | Mandate |
| - | ----------------------------------------------------------------------- | ------------------------ | ------------------------------ | -------------- | --------------------- | ---------------- | ------- |
|   | durch Präsidenten der Landesverwaltung und Militär-Reg. (12. Juni 1946) | 12. Juni – 21. Nov. 1946 | 26. Juni 1946                  | 25. Sep. 1946  | -                     | 5                | 69      |

| #  | Wahltag/-termin | Wahlperiode | erste Sitzung (konst. Sitzung) | letzte Sitzung | ordentl. Dauer der WP | Anzahl Sitzungen | Mandate |
| -- | --------------- | ----------- | ------------------------------ | -------------- | --------------------- | ---------------- | ------- |
| 1. | 20. Okt. 1946   | 1946 – 1950 | 21. Nov. 1946                  | 10. Okt. 1950  | 4 Jahre               | 73               | 100     |
| 2. | 15. Okt. 1950   | 1950 – 1952 | 3. Nov. 1950                   | 18. Juni 1952  | 4 Jahre               | 16               | 100     |

| #  | Wahltag/-termin    | Wahlperiode                    | erste Sitzung (konst. Sitzung) | letzte Sitzung      | ordentl. Dauer der WP | Anzahl Sitzungen | Mandate |
| -- | ------------------ | ------------------------------ | ------------------------------ | ------------------- | --------------------- | ---------------- | ------- |
| 1. | 14. Okt. 1990      | 25. Okt. 1990 – 10. Nov. 1994  | 25. Okt. 1990 (PDF)            | 8. Sep. 1994 (PDF)  | 4 Jahre               | 125              | 89      |
| 2. | 16. Okt. 1994      | 10. Nov. 1994 – 1. Okt. 1999   | 10. Nov. 1994 (PDF)            | 16. Juli 1999 (PDF) | 5 Jahre               | 102              | 88      |
| 3. | 12. Sep. 1999      | 1. Otk. 1999 – 8. Juli 2004    | 1. Okt. 1999 (PDF)             | 3. Juni 2004 (PDF)  | 5 Jahre               | 107              | 88      |
| 4. | 13. Juni 2004      | 8. Juli 2004 – 29. Sept. 2009  | 8. Juli 2004 (PDF)             | 13. Aug. 2009 (PDF) | 5 Jahre               | 112              | 88      |
| 5. | 30. Aug. 2009      | 29. Sept. 2009 – 14. Okt. 2014 | 29. Sep. 2009 (PDF)            | 22. Aug. 2014 (PDF) | 5 Jahre               | 162              | 88      |
| 6. | 14. September 2014 | 14. Okt. 2014 – 25. Nov. 2019  | 14. Okt. 2014 (PDF)            | 17. Okt. 2019 (PDF) | 5 Jahre               | 163              | 91      |
| 7. | 27. Oktober 2019   | 26. Nov. 2019 – 25. Sep. 2024  | 26. Nov. 2019 (PDF)            | 14. Juni 2019 (PDF) | 5 Jahre               | 141              | 90      |
| 8. | 1. September 2024  | 26. Sept. 2024 – 2029          | 26. Sep. 2024 (PDF)            |                     | 5 Jahre               |                  | 88      |

## Kommunalwahlen

### Baden-Württemberg
| #  | Wahltermine                    |
| -- | ------------------------------ |
| 1. | 27. Januar bzw. 28. April 1946 |
| 2. | 7. Dez. 1947                   |

| #  | Wahltermine                         |
| -- | ----------------------------------- |
| 1. | 15. September bzw. 13. Oktober 1946 |
| 2. | 14. November bzw. 5. Dezember 1948  |

| #  | Wahltermine                         |
| -- | ----------------------------------- |
| 1. | 15. September bzw. 13. Oktober 1946 |
| 2. | 14. Nov. 1948                       |

| #   | Wahltermine   |
| --- | ------------- |
| 1.  | 15. Nov. 1953 |
| 2.  | 11. Nov. 1956 |
| 3.  | 8. Nov. 1959  |
| 4.  | 4. Nov. 1962  |
| 5.  | 7. Nov. 1965  |
| 6.  | 20. Okt. 1968 |
| 7.  | 24. Okt. 1971 |
| 8.  | 20. Apr. 1975 |
| 9.  | 22. Juni 1980 |
| 10. | 28. Okt. 1984 |
| 11. | 22. Okt. 1989 |
| 12. | 12. Juni 1994 |
| 13. | 24. Okt. 1999 |
| 14. | 13. Juni 2004 |
| 15. | 7. Juni 2009  |
| 16. | 25. Mai 2014  |
| 17. | 26. Mai 2019  |
| 18. | 9. Juni 2024  |

Kreistagswahlen waren vor 1984 an anderen Terminen.

### Bayern
| #   | Wahltermine                 |
| --- | --------------------------- |
| 1.  | 28. April bzw. 26. Mai 1946 |
| 2.  | 25. April bzw. 30. Mai 1948 |
| 3.  | 30. März 1952               |
| 4.  | 18. März 1956               |
| 5.  | 27. März 1960               |
| 6.  | 13. März 1966               |
| 7.  | 11. Juni 1972               |
| 8.  | 5. März 1978                |
| 9.  | 21. Jan. 1979 (Nachwahl)    |
| 10. | 18. März 1984               |
| 11. | 18. März 1990               |
| 12. | 10. März 1996               |
| 13. | 3. März 2002                |
| 14. | 2. März 2008                |
| 15. | 16. März 2014               |
| 16. | 15. März 2020               |

### Berlin
Siehe Abschnitt Bundesländer.

### Brandenburg
| #  | Wahltermine   |
| -- | ------------- |
| 1. | 15. Sep. 1946 |
| 2. | 6. Mai 1990   |
| 3. | 3. Dez. 1993  |
| 4. | 27. Sep. 1998 |
| 5. | 26. Okt. 2003 |
| 6. | 28. Sep. 2008 |
| 7. | 25. Mai 2014  |
| 8. | 26. Mai 2019  |
| 9. | 9. Juni 2024  |

### Bremen
Siehe Abschnitt Bundesländer.

### Hamburg
Siehe Abschnitt Bundesländer.

### Hessen
| #   | Wahltermine         |
| --- | ------------------- |
| 1.  | Januar bis Mai 1946 |
| 2.  | 25. Apr. 1948       |
| 3.  | 4. Mai 1952         |
| 4.  | 28. Okt. 1956       |
| 5.  | 23. Okt. 1960       |
| 6.  | 25. Okt. 1964       |
| 7.  | 20. Okt. 1968       |
| 8.  | 22. Okt. 1972       |
| 9.  | 20. März 1977       |
| 10. | 22. März 1981       |
| 11. | 10. März 1985       |
| 12. | 12. März 1989       |
| 13. | 7. März 1993        |
| 14. | 2. März 1997        |
| 15. | 18. März 2001       |
| 16. | 26. März 2006       |
| 17. | 27. März 2011       |
| 18. | 6. März 2016        |
| 19. | 14. März 2021       |
| 19. | März 2026           |

### Mecklenburg-Vorpommern
| #   | Wahltermine                             |
| --- | --------------------------------------- |
| 1.  | 15. Sep. 1946                           |
| 2.  | 6. Mai 1990                             |
| 3.  | 12. Juni 1994                           |
| 4.  | 13. Juni 1999                           |
| 5.  | 13. Juni 2004                           |
| 6.  | 7. Juni 2009                            |
| 7.  | 4. Sep. 2011 (Wahl der neuen Kreistage) |
| 8.  | 25. Mai 2014                            |
| 9.  | 26. Mai 2019                            |
| 10. | 9. Juni 2024                            |

### Niedersachsen
Siehe auch Ergebnisse der Kommunalwahlen in Niedersachsen
| #   | Wahltermine              |
| --- | ------------------------ |
| 1.  | 15. Sep./13. Okt. 1946   |
| 2.  | 28. Nov. 1948            |
| 3.  | 9. Nov. 1952             |
| 4.  | 28. Okt. 1956            |
| 5.  | 23. Okt. 1960            |
| 6.  | 19. März 1961            |
| 7.  | 27. Sep. 1964            |
| 8.  | 29. Sep. 1968            |
| 9.  | 22. Okt. 1972 (Teilwahl) |
| 10. | 25. März 1973 (Teilwahl) |
| 11. | 9. Juni 1974 (Teilwahl)  |
| 12. | 3. Okt. 1976             |
| 13. | 23. Okt. 1977 (Teilwahl) |
| 14. | 16. März 1980 (Teilwahl) |
| 15. | 27. Sep. 1981            |
| 16. | 5. Okt. 1986             |
| 17. | 6. Okt. 1991             |
| 18. | 15. Sep. 1996            |
| 19. | 9. Sep. 2001             |
| 20. | 10. Sep. 2006            |
| 21. | 11. Sep. 2011            |
| 22. | 11. Sep. 2016            |
| 23. | 12. Sep. 2021            |
| 24. | 13. Sep. 2026            |

### Nordrhein-Westfalen
Siehe auch Ergebnisse der Kommunalwahlen in Nordrhein-Westfalen ab 1975
| #   | Wahltermine                                                  |
| --- | ------------------------------------------------------------ |
| 1.  | 15. September bzw. 13. Oktober 1946                          |
| 2.  | 17. Okt. 1948                                                |
| 3.  | 9. Nov. 1952                                                 |
| 4.  | 28. Okt. 1956                                                |
| 5.  | 19. März 1961                                                |
| 6.  | 27. Sep. 1964                                                |
| 7.  | 9. Nov. 1969                                                 |
| 8.  | 4. Mai 1975                                                  |
| 9.  | 30. Sep. 1979                                                |
| 10. | 30. Sep. 1984                                                |
| 11. | 1. Okt. 1989                                                 |
| 12. | 16. Okt. 1994                                                |
| 13. | 12. Sep. 1999                                                |
| 14. | 26. Sep. 2004                                                |
| 15. | 30. Aug. 2009                                                |
| 16. | 25. Mai 2014                                                 |
|     | 13. Sep. 2015: Oberbürgermeister, Bürgermeister und Landräte |
| 17. | 13. Sep. 2020                                                |
| 18. | 14. Sep. 2025                                                |

Zwischen den Kommunalwahlen 1969 und 1975 gab es in den bei Gebietsreformen neu gegliederten Gebieten Teilkommunalwahlen, ebenso 1976 in den Gebieten, in denen nach Gerichtsurteilen und nach erneuten Landtagsentscheidungen Kommunalwahlen durchgeführt werden mussten.

### Rheinland-Pfalz
| #   | Wahltermine                         |
| --- | ----------------------------------- |
| 1.  | 15. September bzw. 13. Oktober 1946 |
| 2.  | 14. Nov. 1948                       |
| 3.  | 9. Nov. 1952                        |
| 4.  | 11. Nov. 1956                       |
| 5.  | 23. Okt. 1960                       |
| 6.  | 25. Okt. 1964                       |
| 7.  | 8. Juni 1969                        |
| 8.  | 17. März 1974                       |
| 9.  | 10. Juni 1979                       |
| 10. | 17. Juni 1984                       |
| 11. | 18. Juni 1989                       |
| 12. | 12. Juni 1994                       |
| 13. | 13. Juni 1999                       |
| 14. | 13. Juni 2004                       |
| 15. | 7. Juni 2009                        |
| 16. | 25. Mai 2014                        |
| 17. | 26. Mai 2019                        |
| 18. | 9. Juni 2024                        |

### Saarland
| #   | Wahltermine                                                      |
| --- | ---------------------------------------------------------------- |
| 1.  | 12. Sep. 1946                                                    |
| 2.  | 27. März 1949                                                    |
| 3.  | 13. Mai 1956                                                     |
| 4.  | 15. Mai 1960 (vom Bundesverfassungsgericht für ungültig erklärt) |
| 5.  | 4. Dez. 1960 (Wiederholungswahl)                                 |
| 6.  | 25. Okt. 1964                                                    |
| 7.  | 20. Okt. 1968                                                    |
| 8.  | 5. Mai 1974                                                      |
| 9.  | 10. Juni 1979                                                    |
| 10. | 17. Juni 1984                                                    |
| 11. | 18. Juni 1989                                                    |
| 12. | 12. Juni 1994                                                    |
| 13. | 13. Juni 1999                                                    |
| 14. | 13. Juni 2004                                                    |
| 15. | 7. Juni 2009                                                     |
| 16. | 25. Mai 2014                                                     |
| 17. | 26. Mai 2019                                                     |
| 18. | 9. Juni 2024                                                     |

### Sachsen
| #   | Wahltermine |
| --- | --- |
| 1.  | 1. Sep. 1946 |
| 2.  | 6. Mai 1990 |
| 3.  | 12. Juni 1994 |
| 4.  | 13. Juni 1999 Gemeinde-/Stadtrats- und Kreistagswahlen                                                                           |
| 5.  | 10. Juni 2001 Bürgermeister- und Landratswahlen                                                                                  |
| 6.  | 13. Juni 2004 Gemeinde-/Stadtrats- und Kreistagswahlen                                                                           |
| 7.  | 8. Juni 2008 Bürgermeister- und Landratswahlen, sowie Neuwahl der Kreistage wegen der Kreisreform 2008                           |
| 8.  | 7. Juni 2009 sonstige Wahlen in den Gebieten, die von der Kreisreform 2008 nicht betroffen waren (Gemeinde- und Stadtratswahlen) |
| 9.  | 25. Mai 2014 Gemeinde-/Stadtrats- und Kreistagswahlen                                                                            |
| 10. | 26. Mai 2019 Gemeinde-/Stadtrats- und Kreistagswahlen                                                                            |
| 11. | 9. Juni 2024 Gemeinde-/Stadtrats- und Kreistagswahlen                                                                            |

### Sachsen-Anhalt
| #   | Wahltermine                                                                  |
| --- | ---------------------------------------------------------------------------- |
| 1.  | 8. Sep. 1946                                                                 |
| 2.  | 6. Mai 1990                                                                  |
| 3.  | 12. Juni 1994                                                                |
| 4.  | 13. Juni 1999                                                                |
| 5.  | 13. Juni 2004                                                                |
| 6.  | 22. Apr. 2007 Teilwahlen wegen der Gebietsreform                             |
| 7.  | 7. Juni 2009 in den von der Gebietsreform 2007 nicht betroffenen Landkreisen |
| 8.  | 25. Mai 2014                                                                 |
| 9.  | 26. Mai 2019                                                                 |
| 10. | 9. Juni 2024                                                                 |

### Schleswig-Holstein
| #   | Wahltermine   |
| --- | ------------- |
| 1.  | 15. Sep. 1946 |
| 2.  | 24. Okt. 1948 |
| 3.  | 29. Apr. 1951 |
| 4.  | 24. Apr. 1955 |
| 5.  | 25. Okt. 1959 |
| 6.  | 11. März 1962 |
| 7.  | 13. März 1966 |
| 8.  | 26. Apr. 1970 |
| 9.  | 24. März 1974 |
| 10. | 5. März 1978  |
| 11. | 7. März 1982  |
| 12. | 2. März 1986  |
| 13. | 25. März 1990 |
| 14. | 20. März 1994 |
| 15. | 22. März 1998 |
| 16. | 2. März 2003  |
| 17. | 25. Mai 2008  |
| 18. | 26. Mai 2013  |
| 19. | 6. Mai 2018   |
| 20. | 14. Mai 2023  |

### Thüringen
| #  | Wahltermine   |
| -- | ------------- |
| 1. | 8. Sep. 1946  |
| 2. | 6. Mai 1990   |
| 3. | 12. Juni 1994 |
| 4. | 13. Juni 1999 |
| 5. | 27. Juni 2004 |
| 6. | 7. Juni 2009  |
|    | 22. Apr. 2012 |
| 7. | 25. Mai 2014  |
|    | 15. Apr. 2018 |
| 8. | 26. Mai 2019  |
| 9. | 26. Mai 2024  |